# 南北朝
南北朝（420年—589年）是中國歷史上的一段時期，由420年劉宋代晉起至589年隋滅陳為止，上承兩晉、五胡十六國、下接隋朝。因為南北长时间对立，所以稱“南北朝”。南朝（420年—589年）包含宋、齐、梁、陈等四朝；北朝（439年—581年）包含北魏、东魏、西魏、北齐和北周等五朝。
由于军权转移，南朝皇族主要出身于寒門或庶族。初期經濟逐渐恢复，但由於戰略錯誤與北朝军力強盛，使得疆界逐次南移。皇帝與宗室為了皇位時常血腥鬥爭。南梁在梁武帝在位期間國力改善，使國力再度強盛，晚年國家糜爛，侯景之乱使南朝实力大减，并四分五裂，獨霸政局的僑姓世族完全崩潰。雖由南陳的陈文帝統一南朝，但國力大跌，包括現在四川在內的西部大片原屬南梁領土被西魏佔領，淮南被北齐占领，南梁的残余势力西梁、东梁也分别依附西魏和北齐，南陳只能依長江抵禦北朝。北朝承繼五胡十六国，為胡漢融合的新興朝代。北魏皇室為鮮卑族，漢族门阀受五胡文化影響，鮮卑皇室也受到漢文化的薰陶，彼此通婚。北魏被北方的柔然牽制，直到較友好的突厥并吞柔然後才全力對付南朝。後期在六镇之乱之后造成实力大衰。北魏分裂成東魏及西魏後，不久分別被北齊及北周取代。北周主要由六鎮集團組成，初期军力強盛。最後藉由宇文泰开创的北周關隴集團，吞并政治日趋腐败的北齊。此時統一中國的天平已朝向北周傾斜，周武帝去世後，漢人楊堅掌握朝廷，通过授禅北周静帝建立隋朝，经营八年之后，發兵灭南陳統一中國。
北朝戰爭不斷、各阶级對立严重，而南朝經濟持續成長、局势比較穩定，出現元嘉之治與永明之治等治世與北方呈現對比。中原人口自黃巾之亂和永嘉之乱后就开始南移，为南方帶來大量勞動力與先进的生產技術。江南的繁荣，使得中國的經濟重心南移。在文化方面，乱世为思想自由提供沃土肥壤，提出務實求治和無君論等觀點，在文學、藝術、科技等方面，開創出獨到的見解與理論。玄學、佛教與道教都很興盛。其中佛教帶動石窟的發展，敦煌莫高窟、麦积山石窟、雲岡石窟與龙门石窟名揚後世。对外交流也很兴旺，东到日本和朝鮮半島，西到西域、中亚、西亚（埃兰沙赫尔），南到东南亚與印度。
南北朝初期仍是世族政治，社會階層分為世族、編戶齊民、部曲及奴婢。世族擁有大量不需付稅的部曲從事生產與作戰，影響朝廷的稅收。雖然南朝皇帝仍然需要主流世族的擁護，不過也扶持寒門以平衡政治勢力，並且在南梁時出现了科舉制度的萌芽。南朝世族因為長期安逸而逐漸衰退，在侯景之亂後徹底崩潰。北朝胡人缺乏中原政治的經驗，所以重用漢人世族，引起雙方的文化採借，久之形成文化混合，以北魏孝文帝的漢化運動最盛。混合的過程產生激烈的思想衝突、政治鬥爭或種族衝突，例如六镇之乱、北齊的排漢運動。而北周建立關中本位政策，融合鮮卑及漢文化以消除胡漢隔閡。

## 南朝歷史
南朝時期從420年東晉權臣刘裕篡東晉開始，至589年隋滅陳為止。南朝經歷宋、齐、梁、陈四個朝代，這些國家皆建都於建康，只有南梁曾遷都。这四朝与之前同样建都于建康的孫吳和东晋合称「六朝」。

### 元嘉劉宋

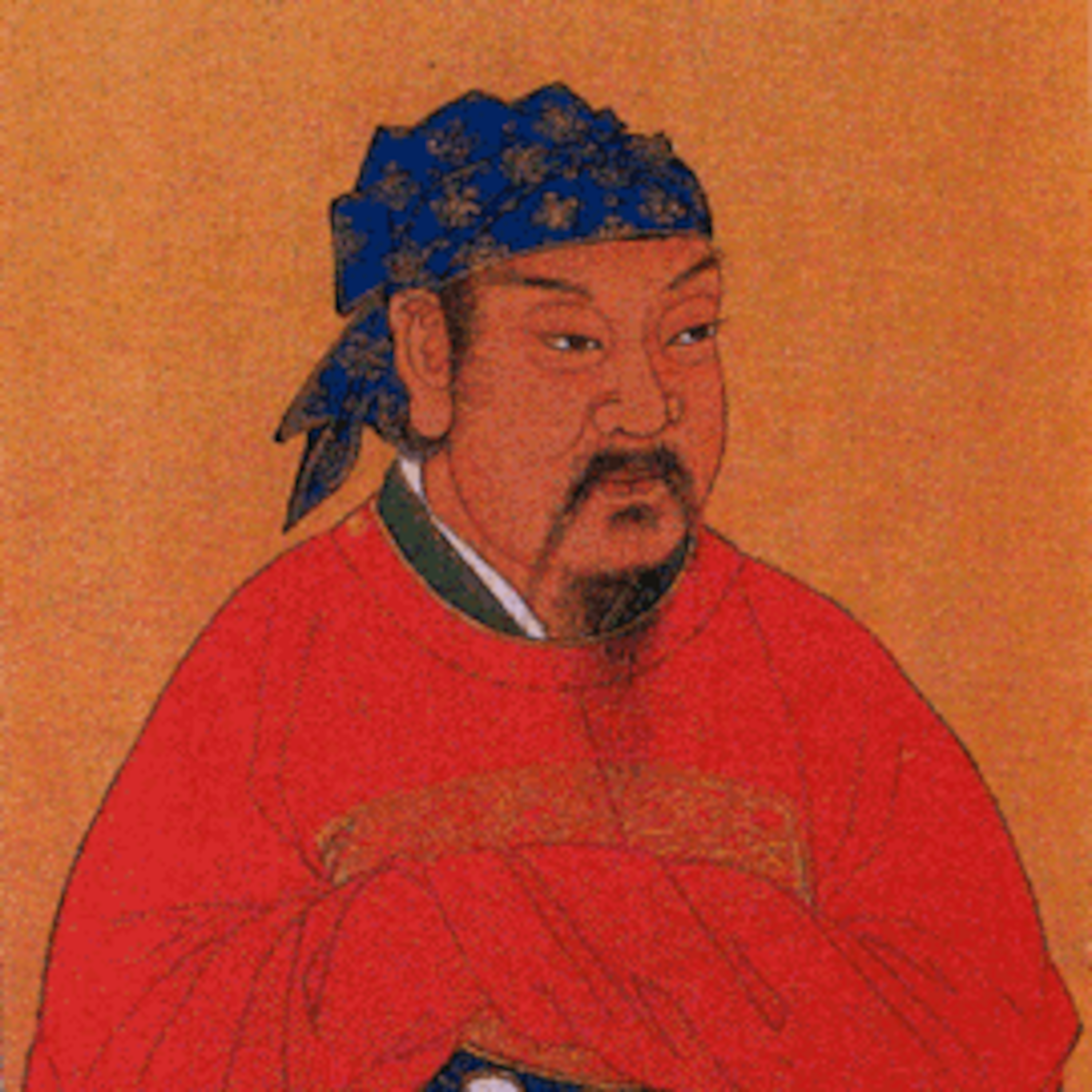
宋武帝劉裕像

宋武帝劉裕原為東晉北府军的將領，在桓玄之亂後掌握朝廷。他為了獲得聲望來篡晉，發動了兩次北伐，收復了山東、河南及關中地區（關中後被夏國佔領）。之後劉裕殺晉安帝，改立晉恭帝，並在兩年後（420年）如同魏晉舊事篡位，建國劉宋，東晉亡。南方進入「南北朝時期」。440年，北魏統一北方後，方與劉宋形成南北對峙。宋武帝出身於軍旅，為人剛毅儉樸，稱帝後仍力行節儉，一時政風甚佳。但是他似乎不重視皇室教育，以至於所托非人，釀成巨變。他察覺當時世族權勢盛重，君主威權移墜，所以在朝政上重用寒族掌握機要，軍權重鎮則託付給宗室皇族。宗室掌握軍權及政區，因而心生篡位之意，所以皇帝與宗室之间發生多次骨肉相殘的惨剧。
宋武帝去世後，宋少帝繼立，因為嬉戲失德，被輔政大臣徐羨之、傅亮及谢晦所殺，改立宜都王刘義隆，是為宋文帝。他後來與北府名將檀道濟剷除把持國政的徐羨之等人，至此政局穩定。宋文帝提倡節儉並澄清吏治，開創了「元嘉之治」。430年起，宋文帝屢次北伐，由于軍力不足，再加上文帝的错误指挥，以致「兵荒財單」，國力大減。名将檀道济因军功被宋文帝猜忌而被铲除，又使劉宋失去能與北魏抗衡的大將。當北魏發生蓋吳起事時，劉宋沒能及时北伐。到445年時，北魏趁勁敵柔然暫衰時開始發動多次南征，雙方軍隊於淮水一線來回拉鋸，450年時，六十萬魏軍的主力一度逼近長江。劉宋在452年後無力再舉。
453年，宋文帝被太子刘劭所殺，三子劉駿趁機率軍奪位，即宋孝武帝。《宋书》說他為人驕淫奢侈，姦淫堂姊妹，發生兩起宗室戰事，最後還屠廣陵城，誅殺男丁三千口，女眷小孩全沒為奴婢。當時傳到北魏的民謠說：「遙望建康城，小江逆流縈，前見子殺父，後見弟殺兄」。其子前廢帝繼立後又大殺宗室，後被刺殺，叔父湘東王劉彧登位，是為宋明帝；前废帝的弟弟江州刺史晋安王刘子勋也在江州称帝，并得到几乎全国响应，但被明帝镇压。然而明帝因得位不正，所以更是大殺宗室，杀尽孝武帝的子孫，也几乎杀尽了自己的兄弟。其子宋後廢帝繼立後政局動盪，履有叛變如其叔父桂阳王刘休范、堂兄建平王刘景素，將軍蕭道成在平叛战争中漸漸掌握軍權。477年後廢帝被蕭道成弒殺後，蕭道成擁立宋顺帝，獨攬朝政。在消滅政敵袁粲與沈攸之後，亦翦除刘宋宗室诸侯王，最终於479年篡位，建國南齊，史稱齊高帝，劉宋亡。

### 永明南齊

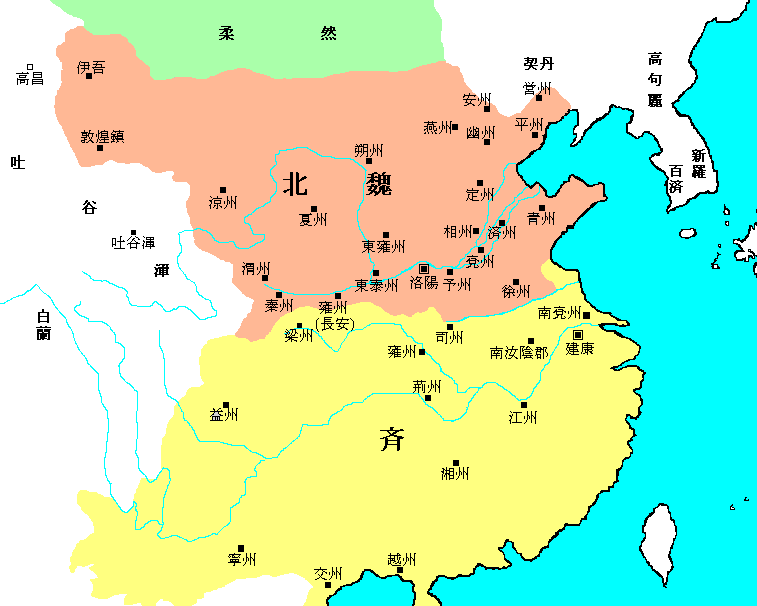
北魏與南齊對峙圖

齊高帝屬於兰陵萧氏的次等世族，原本地位不高，所以稱帝後曾說自己原來是「布衣素族」（素族指非皇族的高門）。他的政風也如同宋初，為政節儉，在位四年即去世，由太子賾繼立，即齐武帝。齊武帝為政清明，與北魏無戰事，安民保境，史稱「永明之治」，但推行的检籍政策卻造成一次不小的叛亂（唐寓之暴亂）。當時皇帝利用典籤官作為耳目，來監察諸州政事及宗室諸王，导致诸王如同囚徒，武帝子巴东王萧子响更被迫作乱而败死。
齊武帝去世後，由皇太孫萧昭业繼立，由萧子良與蕭鸞輔政。然而齊帝蕭昭業奢侈荒戲，不但國政由輔政大臣蕭鸞掌握，連父、祖留給他的親信護衛蕭諶、蕭坦之等人，都主動投靠蕭鸞。蕭鸞有意篡位，殺蕭昭業後改立其弟萧昭文，不久廢帝自立，是為齊明帝。齊明帝繼位後，利用典籤官大殺宗室諸王，高帝、武帝和萧昭业的父亲追尊文帝萧长懋的诸子都被殺盡。蕭鸞晚年病重，相當尊重道教與厭勝之術，將所有的服裝都改為紅色；而且蕭鸞還特地下詔向官府徵求銀魚以為藥劑。因高帝旧将王敬则以拥戴高帝孙萧子恪为由起兵，他曾想杀掉高、武二帝在世的孙子六十余人，但在王敬则败亡后作罢。498年蕭鸞病故，葬於興安陵。
齊明帝去世後由太子蕭寶卷繼立。他狠辣剛暴，殺害顧命大臣，激起各地方鎮叛亂。亂事平定後，他又殺平亂有功的尚书令蕭懿。501年蕭懿之弟雍州刺史蕭衍宣佈舉兵，在江陵立萧宝卷弟南康王萧寶融為帝，是為齐和帝，废萧宝卷为庶人，再封涪陵王。蕭衍围攻建康後，將軍王珍國殺萧宝卷迎萧衍入京。次年，蕭衍在萧宝融回京前篡位，建國南梁，史稱梁武帝，南齊亡。萧宝融的哥哥建安王萧宝夤投靠北魏。

### 梁武與侯景之亂

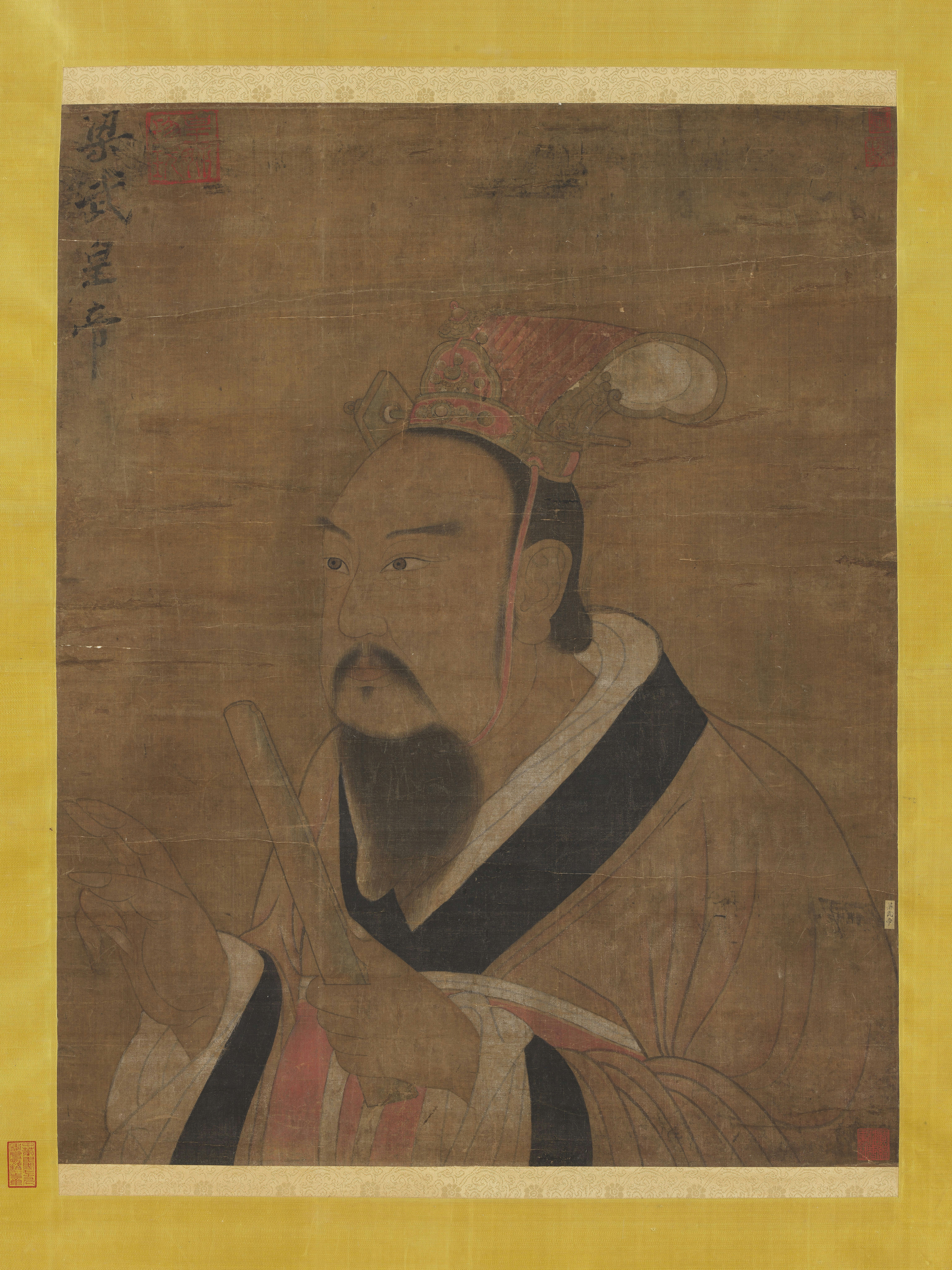
梁武帝蕭衍像

梁武帝为兰陵萧氏的旁支，為人節儉，勤政愛民。使得梁朝前期開創出天監之治，國力勝過逐漸混亂的北魏。鑑於宋齊宗室的屠殺，梁武帝對其宗室十分寬容，即使犯罪也不追究。他學問淵博，提倡學術發展，使得南梁教育發達，南朝的文化發展至極致。然而在梁武帝後期，他喜聽人奉承，又迷信佛教，三次捨身同泰寺。由於僧侶道士不用賦稅，以致近一半的戶口記名其下，國家財政蒙受重大損失。當時的宗室及官員貪財奢侈，沉陷在紙醉金迷中而不可自拔。
梁武帝初期，北魏在漢化運動後矛盾叢生，國力漸漸輸給南梁。至503年始，北魏與南梁會戰於淮南地區，最後昌义之、曹景宗、韋叡在鍾離之戰大敗魏軍。梁武帝至此積極北伐，但範圍不出淮南地區。516年的壽陽之戰雖然擊潰魏軍，但因為損失過大而暫停北伐，十年後才奪下壽陽。此外梁武帝喜用降將，以期不勞而獲。北魏發生六镇之乱時，梁武帝派陈庆之護送北魏北海王元颢北返繼位。陳慶之雖能以七千騎兵攻至洛陽，但因孤軍無援，最後失敗。東西魏時期，東魏將侯景受东魏及西魏逼迫投奔南梁，梁武帝任用他北伐東魏。但在梁軍戰敗後，梁武帝意圖送還侯景以求和。他得知後舉兵叛變，南攻建康，史稱侯景之乱。梁临贺王蕭正德引他渡江，使侯景攻入建康，梁武帝退至台城，侯景立萧正德为帝。之後各地雖有勤王之師，但皆觀望。侯景聞知勤王師後因缺粮一度和談，但得到粮食后即叛約並攻陷台城。建康淪陷後他屠殺江南世族及平民，给南朝帶來毀滅性打擊。侯景废杀萧正德，梁武帝最後餓死，侯景立皇太子萧纲为梁简文帝，又迫其禅位给故太子孙萧栋，又杀简文帝，最後篡位建國漢。
然而侯景勢力僅在江東、江汉平原，梁州和益州一帶依舊由梁室掌控，只是各軍互相牽制，坐视不理，甚至互相残杀，有的求救于北齐和西魏。最後由廣州刺史部的番禺郡太守陈霸先與湘東王萧繹派遣的王僧辯聯合攻滅侯景。湘東王萧繹也於江陵繼位，為梁元帝，他拒绝还都建康，并派手下杀死萧栋兄弟。據守益州的武陵王蕭紀已稱帝，这时发兵攻擊江陵。梁元帝向西魏求救，西魏攻滅萧紀後也佔領益州，萧纪亦被元帝败杀。次年，武帝长子昭明太子萧统子岳阳王蕭詧引西魏軍趁機攻陷江陵，梁元帝被殺，西魏立他為傀儡，史稱西梁或后梁。梁元帝被殺後，陳霸先與王僧辯立晉安王蕭方智為梁王，准备拥立为帝。而後北齊迎武帝兄子贞阳侯蕭淵明南下，梁軍被擊敗，王僧辯屈事而迎立萧渊明為梁帝。陳霸先反對而率軍殺王僧辯，復立萧方智为梁敬帝。他先对北齐称臣，之後陸續擊潰北齊南侵及王僧辯餘黨，專政梁廷。最後於557年篡位，建國號陳，史稱南陳，為陳武帝，南梁亡。但西梁继续存在直至587年被隋朝取消，梁将王琳也据长江中上游地区拥立元帝孙萧庄抵抗南陳直至573年。

### 南朝的衰亡

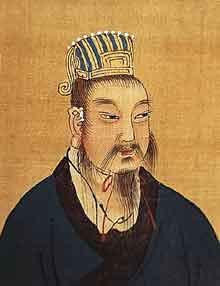
陳武帝陳霸先像

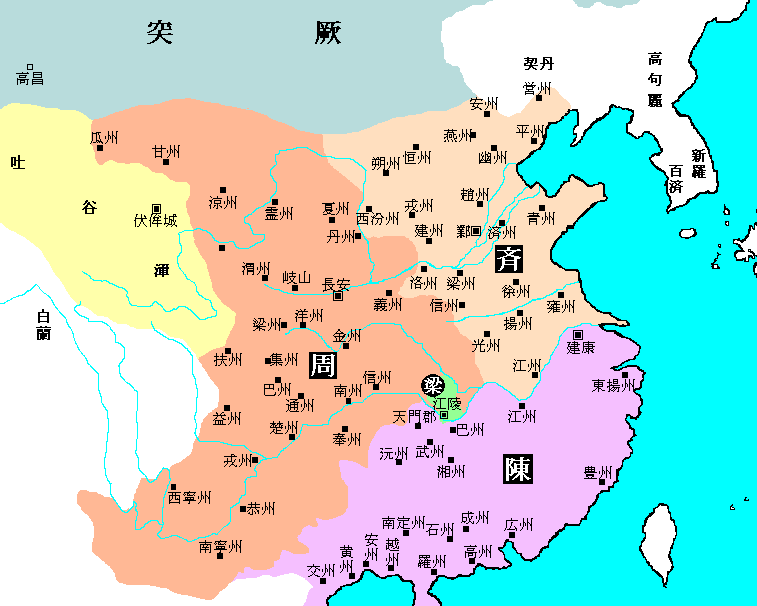
北周北齊與南陳西梁對峙圖，南朝版圖已大幅縮小，雖為三國時代，但北朝彊域佔三分之二

陳武帝是吳興人，為南方吴人。當時僑姓世族及吳姓世族皆因侯景之乱而嚴重受創，許多地方勢力亦紛紛割據。由於陳武帝無法盡數平定所以採取安撫的方式。武帝死後其姪陳蒨繼位，即陳文帝。盤據兩湖的王琳率先發難，聯合北齐、北周大軍東征建康。陳文帝先是擊潰王琳北齊聯軍，繼而封鎖巴丘阻止北周順江東進。至此國勢方定。陳文帝在位時期，勵精圖治，復甦江南經濟，使南陳國勢恢復。
文帝去世後由太子伯宗繼位，即陳廢帝。不久，其叔安成王頊廢帝自立，即陈宣帝。當時北周意圖滅北齊，於是邀南陳共伐北齊。陳宣帝為了想要收復淮南而同意，於573年派吳明徹北伐，兩年後收復淮南。當時北齊衰落，陳宣帝本能趁機攻滅，但他只想固守兩淮一帶。北周趁機攻滅北齊後，在577年南征奪兩淮，陳軍慘敗，南陳岌岌可危。然而北周武帝突然去世，權臣杨坚準備篡位，北周遂無意繼續南征，南陈还得到反抗杨坚的势力郢州刺史司马消难等的联合与投靠。陈宣帝在楊堅建立隋朝後去世，太子叔寶繼位，即陈后主。他不理朝政，荒淫奢侈，致國政混亂而腐敗。隋文帝採納高熲的策略，在南方收成季節火燒南方的田地，這使得南陳的國力衰退。588年隋文帝任楊廣為主將，發動隋滅陳之戰。陳叔寶恃長江天險，照常歌舞。隔年，隋軍攻入建康，陳叔寶與愛妃張麗華、孔貴人避入井中後被俘，南陳遂亡。

## 北朝歷史
北朝時期自439年北魏滅北涼統一華北起至581年楊堅代周為止。經歷北魏、东魏西魏對峙、北齊北周對峙三個時期，並包括隋立國至滅陳時期。北魏、东魏、西魏及北周由鮮卑族建立，北齊則由胡化漢人所建。

### 北魏興起與漢化運動

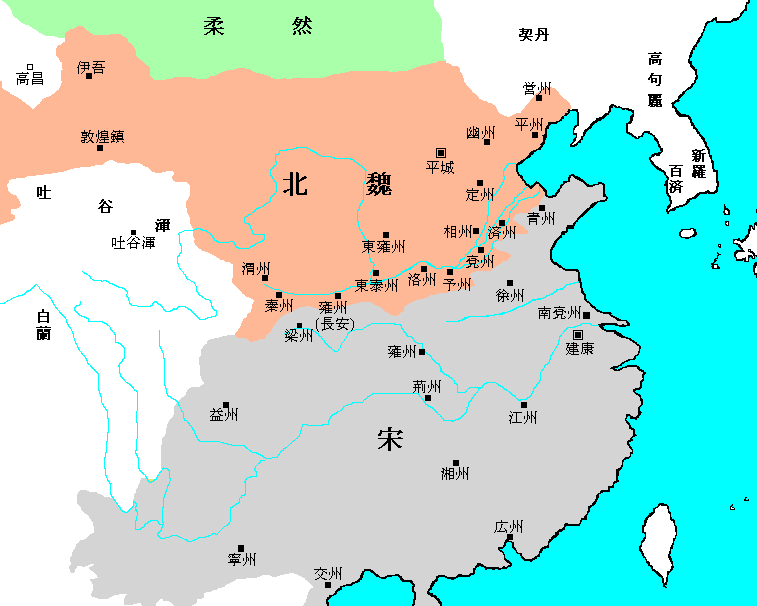
北魏與南朝宋對峙圖

北魏於十六國時期由拓跋鮮卑所建，前身為代國。前秦於淝水之戰崩潰後，代王拓跋什翼犍之孫拓跋珪舉兵復國，都盛樂，改國號為「魏」，史稱北魏。北魏在道武帝（拓跋珪）、明元帝及太武帝的經營下逐步壯大。拓跋珪與後燕交惡而發生多次戰爭，最後在張袞幫助下於參合陂之戰擊潰燕軍。拓跋珪不久率軍攻破後燕首都，遷都至平城，並在次年稱帝，即道武帝。道武帝性情殘忍，後為其子拓跋紹所殺。同年道武帝長子拓跋嗣平亂繼位，即明元帝。他攻下南朝宋的河南地，但不久去世。其子拓跋燾繼位，即太武帝。他勵精圖治，國力大盛，並屢次攻掠南朝宋。在解除北方柔然的威脅後展開統一華北戰爭。在439年攻滅北涼後結束「五胡十六國時期」，與南朝宋對峙。北方至此正式進入「南北朝時期」。然而，還有後仇池，至443年方亡於北魏。
北魏初期國家組織與經濟的建立皆仰賴崔宏與崔浩父子。雖然軍力鼎盛，但北有強敵柔然，以致不能全力南征。太武帝統一華北後又滅西域五大強國之一的鄯善，控制了西域。在450年又南征刘宋，直逼瓜步，並揚言渡江。之後掠奪五萬戶北返，至此北朝軍力壓倒南朝，但軍力大損。信仰佛教的盧水胡人蓋吳率各族百姓起事，太武帝平定此事後打擊佛教，成為三武灭佛之一。太武帝於後期刑罰殘酷，最後被宦官宗愛所殺，宗愛之亂至文成帝時方平定。

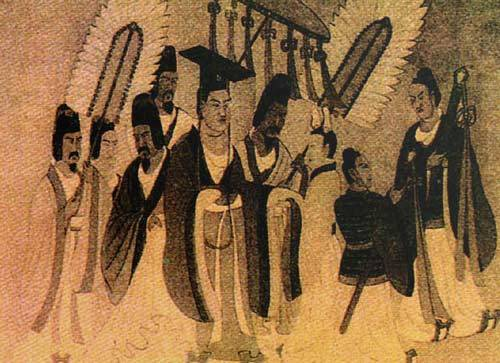
推行漢化運動的北魏孝文帝

獻文帝執政時，被其母馮太后毒殺。馮太后改立獻文帝之子拓跋宏（即孝文帝），並把持朝政。馮太后猜忌多智且濫刑，但使國政平穩。孝文帝傾慕漢文化，認為鮮卑人應該要深入漢化。他為人英明好學，在親政後擴建首都平城為漢城。基於洛陽較平城繁華，地理位置控制全國易發兵於江南，可擺脫保守派勢力，於493年假借南征南朝齊名義，率眾南遷洛陽。孝文帝在遷都後的三年間推動漢化運動，全用漢官官制、禁胡服胡語、推廣教育、改姓氏（包括改拓拔氏为元氏）並同漢人世族通婚、禁止歸葬及度量衡採漢制。漢化運動為南遷的鮮卑人提升文化素質，為北魏的政治與經濟帶來發展，但使得暮氣重重的鮮卑貴族由尚武精神趨向奢侈及文弱。而後孝文帝在多次南征南朝齊後皆無功而返。至於留在北方六镇的鮮卑貴族由於不願南遷，逐漸不受洛陽朝廷重視而失勢，這使得北魏內部分裂成鮮卑化與漢化兩大集團，成為日後六镇之乱的原因之一。494年太子元恂意圖北返平城，孝文帝得知後廢太子並賜死。保守派穆泰、陆叡於平城擁王兵變，被鎮壓後孝文帝還親自北巡安撫。當孝文帝死后，北魏開始走入下坡。杨大眼是北魏孝文帝、宣武帝時名將，軍功顯赫，守衛南疆對抗南朝齊、梁。

### 六鎮之乱與北魏分裂
499年孝文帝去世後由宣武帝繼任。他沉迷佛教，國政大亂，貴族競相奢侈。孝明帝繼任後，由胡太后執政。胡太后奢侈，私通清河王元懌並寵信元乂、劉騰。元劉二人因與清河王不合而叛變，並掌控朝政。劉騰去世後，到525年孝明帝與胡太后方平定亂黨。但胡太后依舊如故，並與孝明帝不合。而後北方發生六镇之乱，北魏走向滅亡之路。
早在北魏初年，為了避免柔然入侵北都平城，於阴山黄河一帶設置沃野、懷朔、武川、撫冥、柔玄及懷荒等六鎮來拱衛首都。六鎮將領由鮮卑貴族擔任，將士多是鮮卑族或漢族的高門子弟。他們被視為「國之肺腑」，可隨時返京任職。但在遷都洛陽後，六鎮地位下降。由於仍保有鮮卑原始習性，被漢化的貴族歧視為「代北寒人」，將領陞遷備受壓抑，心懷不滿。最後北方貴族與屯兵於523年發生六镇之乱，秦隴、關東等地各族人民也陸續起事。此事歷經三年方定，並形成許多軍閥。其中以鎮守晉陽的尔朱荣的勢力最大，他曾攻滅關東勢力最大的葛荣。
孝明帝意圖聯合爾朱榮對付胡太后，但被胡太后毒死。胡太后先後立孝明帝獨女及堂姪元钊為帝。同年尔朱荣以替孝明帝報仇為由，率軍攻佔洛陽，掌控朝政，史稱河阴之变。他在河陰將北魏幼主和胡太后沉入黃河溺斃，殺死大臣兩千餘人，改立孝莊帝，於晉陽遙控朝政。孝莊帝憤為傀儡，於530年在爾朱榮晉見時親自殺掉。而後爾朱榮之子尔朱兆及從弟爾朱世隆擁長廣王元晔為帝，攻下洛陽後殺孝莊帝，又改立節閔帝。同年軍閥高歡於信都擁元朗為帝，並在532年攻下洛陽後，改立孝武帝，元晔、節閔帝、元朗皆被废杀。
孝武帝為高欢所制，有意聯合關中鎮將贺拔岳對付高歡。高歡先發制人，於534年殺賀拔岳。孝武帝則任宇文泰代之，並與高歡決裂，投奔宇文泰。高歡追之不及，改立清河王世子元善見為帝，即東魏孝靜帝，遷都邺城。孝武帝西奔後不久被宇文泰所殺，改立南陽王元寶炬為帝，即西魏文帝，定都长安。北魏於534年分裂成东魏及西魏後滅亡。

### 東西魏對峙

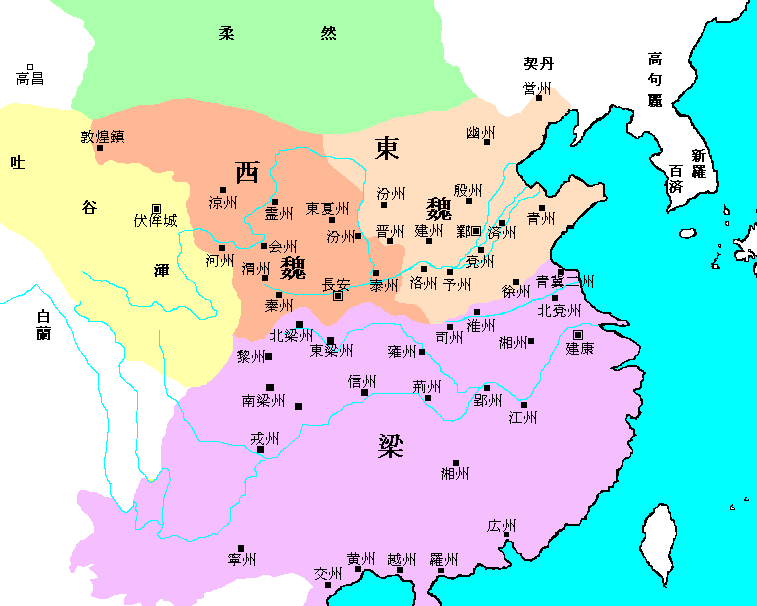
東魏、西魏與南朝梁對峙圖

東魏及西魏表面上由拓跋氏後裔所繼承，實際上分別由高欢及宇文泰控制。所以在十餘年後分別篡奪，形成北齐與北周的對峙。基本上東西魏為沿山西陝西的邊河黄河為界。由於东魏繼承北魏的國力較多，所以不論在軍力、經濟或文化上均勝過西魏，但東魏在多次進攻後皆失利，雙方的對峙至此已定。
高歡所控制的東魏，是由鮮卑化的六鎮流民及河北世族所組成，高歡本身也是胡化漢人，使得在政治上較倚重鲜卑族。後來北齐皇帝也都有意保持鲜卑习俗，提倡说鲜卑语及武事。高歡用人惟才是用，朝中不少名臣都是其夥伴，這些皆為后来的北齐打下堅固基礎。然而他戰術不及宇文泰，三次戰役屢敗。536年高歡率竇泰等人西征西魏，於潼关戰敗，竇泰自殺。隔年高歡趁關中大饑時率軍再度西征，於沙苑之役敗給軍力不多的宇文泰。至此分裂局勢大定，戰場也轉向河東地區。546年高歡再率十萬大軍西征，於玉壁和西魏守將韦孝宽發生玉壁之戰。最後高歡戰敗，死傷七萬餘人，隔年病死於晉陽。高歡死後，長子高澄繼之。他整顿吏治，任用名将慕容绍宗将叛将侯景驱逐到南梁，但为人凶橫暴烈，姦淫大臣妻子，後被家奴刺死。高洋繼任後於550年廢殺東魏帝，並屠殺東魏皇室，東魏亡。他建國北齐，史稱北齊文宣帝。
宇文泰所控制的西魏，在八柱国等將領協助下，有效地抵抗東魏的多次進攻，鞏固西魏局勢。當時西魏在經濟、文化與軍事皆不如東魏與南朝梁，例如邙山之戰敗於東魏。他讓蘇綽等人推行「六條詔書」，建立關中本位政策使胡漢將領同心協力，設置府兵制以建立職業軍人，維持尚武精神。這些皆使西魏國力強盛，也影響隋唐的政治制度與集團分佈。宇文泰趁南朝梁於侯景之乱後諸王內鬥之際，先後攻下蜀地及江陵，並立西梁為傀儡國（詳見江陵之戰）。西魏帝後由廢帝、恭帝相繼繼立。556年宇文泰去世後，其侄宇文护專政。他於隔年廢西魏恭帝，建國北周，立宇文泰子宇文覺為北周孝閔帝（生前仅称天王，帝号为追封），西魏亡。

### 北周與北齊對峙

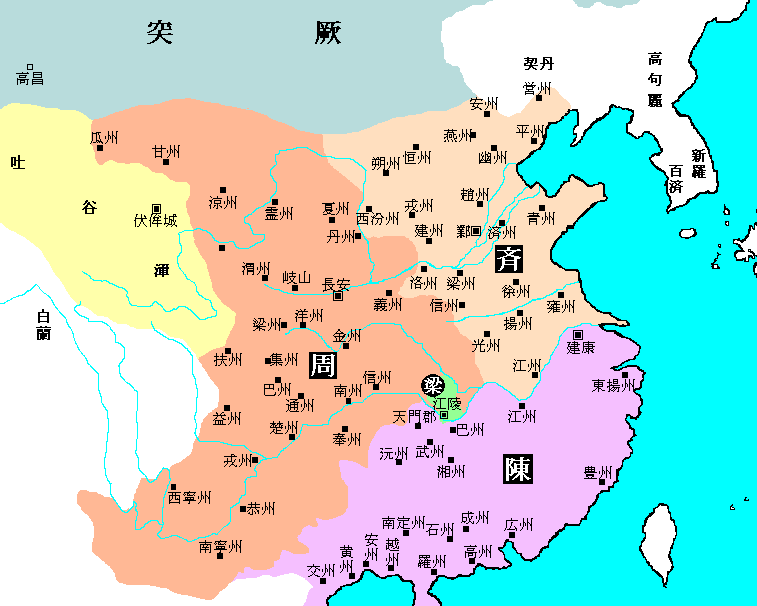
北周、北齊與南朝陳、西梁形势圖

北齊繼承東魏疆域，於550年由齐文宣帝建國。齊文宣帝先後擊敗庫莫奚、契丹、柔然、山胡（屬匈奴族）等族。並攻下南朝梁的淮南地區。在經濟方面，農業、鹽鐵業、瓷器業都相當發達。北齊大致上同北魏，持續推行均田制。這些使得北齊的國力在初期均勝過北周及南朝陳。然而齊文宣帝在位後期荒淫殘暴，並為了維護鮮卑貴族利益，屠殺漢人世族。北齊對人民的壓迫更重，使得北齊國勢衰落。齊廢帝繼立後，由其叔高演輔政。但高演不久即篡位殺帝，是為齐孝昭帝。齊孝昭帝在位期間，國力漸漸復元，還親征庫莫奚。但於兩年後去世，由其弟長廣王湛繼立，即齐武成帝。齊武成帝昏庸好色，北齊國力大衰，不久去世，由後主高緯繼立。高緯同其父同樣昏庸好色，還誅殺名將斛律光、高長恭，使國政更陷混亂。之後北齊被南朝陳攻下淮南，並在577年亡於北周。
北周繼承西魏疆域，於556年由周孝閔帝立國，但朝政由堂兄宇文護掌握。孝閔帝意圖聯合赵贵、独孤信剷除宇文護。然而被其發現，趙及獨孤二人被殺，周孝閔帝於隔年被先廢後殺。宇文護改立宇文毓為帝，即周明帝，但於560年又毒死周明帝改立宇文邕，即周武帝。周武帝宇文邕採韜晦之計，在十二年後成功殺死宇文護，親掌朝政。執政之後，周武帝宇文邕推動多方面的改革，使北周國力更盛。577年周武帝宇文邕發兵东征北齊，於隔年攻克鄴城，北齊亡。周武帝宇文邕在統一華北後，獲得李德林等關東世族的歸附，國力更強。周武帝立即南征南朝陳，但於同年逝世。而後北周發生內亂，使得南朝陳得以維持下去。

### 隋朝建立與統一
楊堅為北周開國元勳楊忠之子，他的女兒為太子妃。578年周武帝去世後，由太子宇文贇繼立，即周宣帝。他行事荒唐，迷信佛道二教，立五位皇后並奪人妻子。他殺宗室功臣宇文憲並大撤諸王就國。這些皆為楊堅的篡位鋪好路。楊堅開始集結周廷文武諸臣，形成一股龐大的集團。周宣帝去世後，其子宇文闡繼位，即周静帝，由外戚楊堅專政。尉遲迥、司馬消難等人不滿楊堅專權，起兵反楊。楊堅得李德林策劃，以韦孝宽等人平定。581年楊堅篡位為帝，即隋文帝，建國隋，改元开皇，北周亡。587年隋文帝廢西梁後主蕭琮，西梁亡。588年隋文帝發動隋滅陳之战。以楊廣為主將，同賀若弼和韓擒虎等名將發兵攻陳。隔年隋軍攻陷南朝陳都城建康，南朝陳亡，中國地區再度統一。自永嘉之乱以來，中國分裂二百八十年之久，至此「南北朝時期」結束，進入「隋朝時期」。不久即開創隋唐盛世，將中國歷史推向另一個高峰。

## 疆域及行政區劃

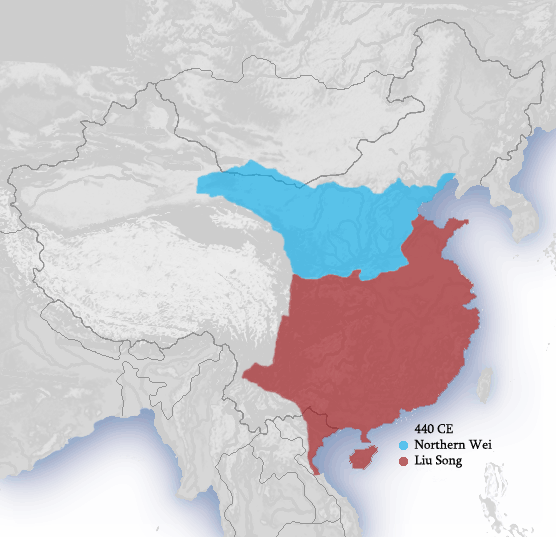
440年南北朝前期疆域圖，淡藍色為北魏，紅色為劉宋。此時南朝疆域扩展至最大

南朝政區承襲东晋，實行州郡縣三級制。而僑州郡縣及雙頭州郡也因為土斷而變成一般州郡。自汉灵帝中平五年（188年）实施的州郡縣三級制，到隋平南陳後改為州縣二級制而結束。南朝的州設刺史，郡設太守，只有丹陽郡因為是首都所在地而設尹。縣設令、長。自劉宋以後，令多於長。與郡同級的有王國和公國，設內史和相。還有特為習稱蠻民及僚族、俚族等少數民族設置左郡、左縣和僚郡、俚郡。例如有南陳左郡、東宕渠僚郡等。當時州郡縣有等級之分，大致上以距離首都遠近為品級高低之分，諸州佐吏則按州的等級設置官員。揚、荊二州還有「二陝」之稱呼。
南朝疆域方面，刘宋繼承東晉疆域，基本上為二十二州上下。宋武帝时代是顶峰，但是不久河南地於永初三年（422年）之後逐漸被北魏併吞，后改以淮水為界。萧齊基本上同劉宋為為二十二州上下，可是相繼失去雍州沔北及淮南豫州之地。萧梁時州郡設置和疆域變化很大，因北伐獲得淮北之地，一度達河南地。又開拓閩、越、平俚洞，破牂柯。到539年共有大小不一的一百零七個州。侯景之乱後，北齊趁机佔領江北淮南之地，西魏趁机佔領漢中巴蜀。西魏又受蕭詧之托，率軍奪下萧梁江陵以北之地，建立附庸國西梁。南陳成立後疆域不多，至569年開始陸續收復淮南及部份淮北之地，並且一度奪下北齐長江以北之地（573年—577年）。到陈宣帝太建十一年（579年）時被北周宣帝占领淮南江北使得國土減少，僅剩長江以南至交廣地區。

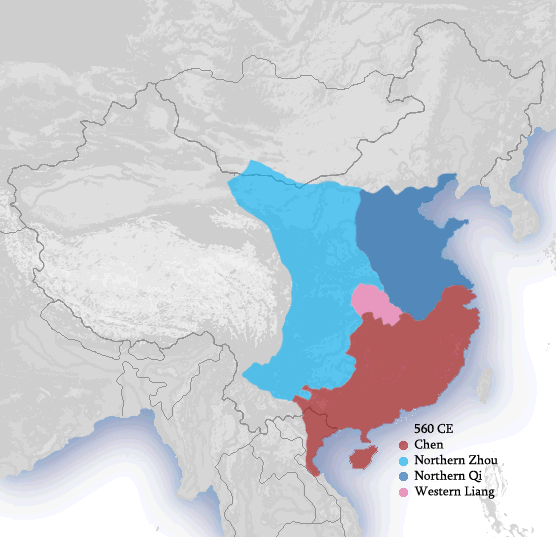
560年南北朝後期疆域圖，淡藍色為北周，藍色為北齊，粉紅色為西梁，紅色為南陳。此時北朝疆域扩展至最大

北朝政區承襲十六国，如同南朝一樣為州郡縣三級制。然而州轄區不大，州刺史可越郡級直接管理縣，使得郡級逐漸虛級化，到583年隋朝正式定為州縣兩級制。北魏也設有僑州郡縣和雙頭州郡（如南雍州），並將州郡縣按人口數分等級。為了防範新附或異姓叛變，於406年將各級行政長官分立三位，其中州刺史方面須一位為宗室。北魏原設有負責地方軍政的行台及管理數州軍事的都督。到北齊定為行台制，北周則為總管制，都是負責數個州郡軍事與行政的政區單位。北齊因為州轄區越分越細，於是設置行台兼管數州民政及軍事。西魏則改稱都督為總管，性質同北齊行台。北周時，總管一般兼任駐州刺史，並以所駐之州為名。北魏還特為鮮卑本族或其他民族（漢人除外）設置領民酋長來管理該族，地位只次於州刺史。又延續十六國政區，設有管理州境內其他民族的護軍。其地位等同郡守，至457年廢除。還有鎮戍制，於重要的軍事要地設鎮。鎮由鎮將管理，下置戍，由戍主管理。其中又以鞏固首都平城的六鎮最重要，至孝文帝遷都後勢微。六镇之乱後，北朝的鎮戍專管軍事，不再具政區性質。
北朝疆域方面，北魏自代北之地（今山西省北部）崛起，至439年統一華北而結束五胡乱华時期。其屢次入侵劉宋，佔領山東、河南與淮北地。又取南齊淮南地及南梁漢中、劍閣一帶。至此疆域北至漠南草原，西抵西域東部，東達遼西，南達江漢流域。在擴充領土期間，州郡多因時制宜，到487年開始整頓。到北魏孝明帝之後領土減少，州郡濫置。魏分東西後東魏有八十州，西魏有三十三州。北齊建立後，開始整頓政區規劃，廢除三州、一百五十三郡及五百八十九縣。北齊江淮之地後被南陳佔領。西魏屢次攻佔南梁巴蜀之地與江漢之地。北周開國之初招徠南中（中國西南地區），置寧州（即南寧州）。北周武帝滅北齊，取南陳江淮之地，領土大大擴充。到隋文帝开皇八年（588年）11月時出征南陳，开皇九年（589年）3月底統一南北。

## 政治體制

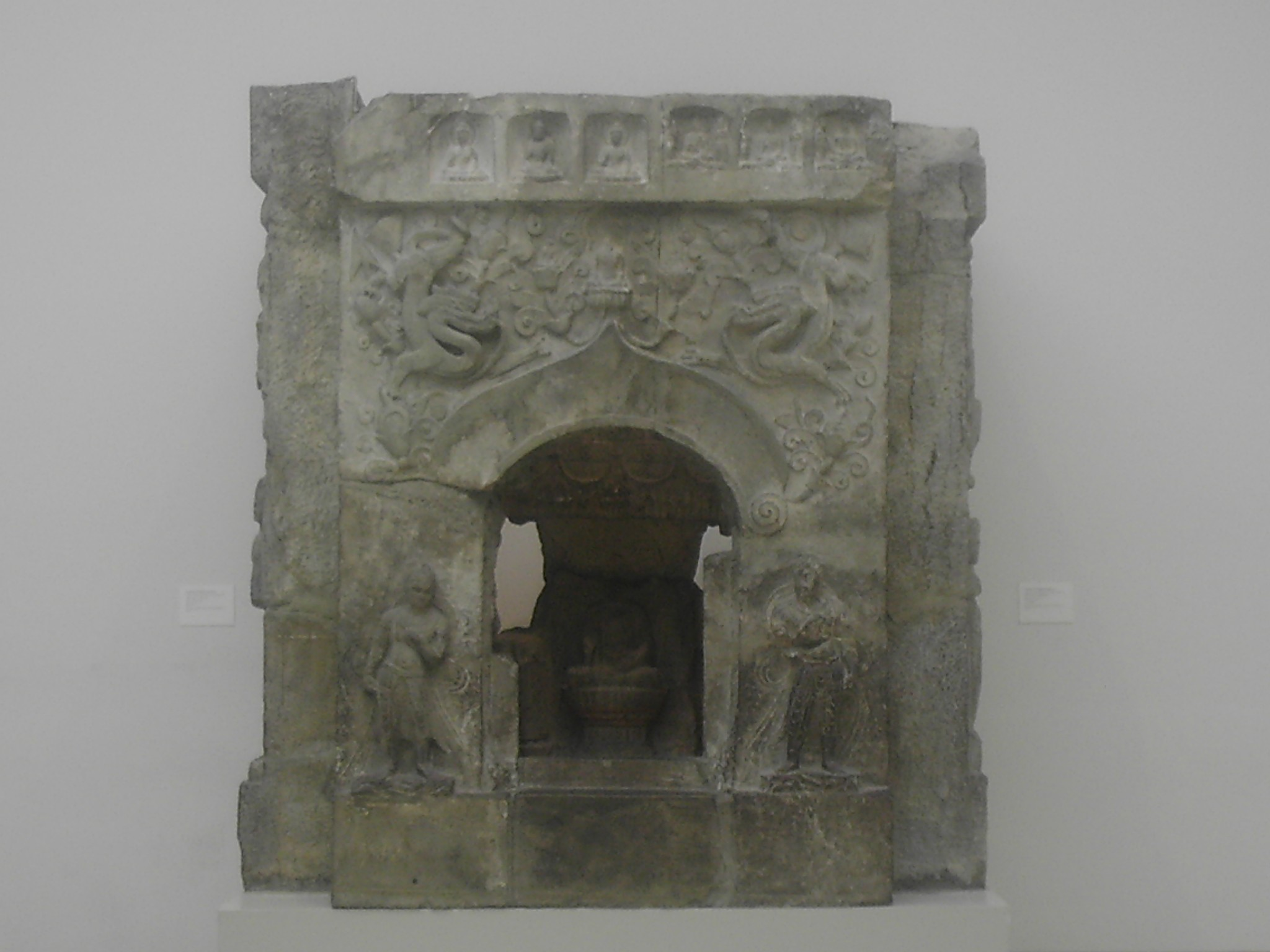
北齊隋初四面塔

南北朝時期的世族雖然權力極盛，但南朝世族已随着时间的推移而漸漸走向僵化的趋势，寒門開始興起；而北朝世族受皇帝影響極大，使得權力並不穩定。
南朝皇帝主要是兴起于寒門或庶族，而世族的特權沒有馬上被動搖。南朝規定，世族的子弟二十歲登朝做官，寒門子弟三十歲才能試做小吏。這使得世族升遷極快，短時期內就可「坐致公卿」。寒門為了加入世族，除了改注籍狀並學習中原官话，假裝是名門遠親以外，就只能投靠名門高官（包括王族）作門生，運氣好就可以被提拔作官，未來當到高官後就會自動提升門第，成為中低層的世族；或者更有效的辦法，是投筆從戎，在戰場殺敵立功，最後甚至有可能當到最高的三公，晉升為頂層的高門。南朝有不少三公即是出於軍功，如王玄谟、張敬兒、王敬则、陳顯達等，他們的子弟不但可與王、謝世族中地位較低的支系聯姻，也可以靠著新興的高門身分，去輕視、貶低門第較低者。
世族為了維護社會地位，並且盛行祖譜。例如賈弼之祖孫三代專精祖譜學，撰《十八州士族譜》，共七百多卷。劉宋劉湛、南齊王儉、南梁王僧孺也都有祖譜學專著。祖譜學是吏部選官的重要依據，是維護世族政治的工具。世族同寒門保持著嚴格的界限，不同寒門通婚共坐，然而在南朝中後期也逐漸崩解。南朝世族既不會帶兵打仗，又不能有效管理政事，完全成為寄生於社會的廢物，在南梁侯景之亂後全面崩盤，一蹶不起。寒門主要指無特權的地主和商人，他們不甘心受到排擠，通過考試等各種途徑登上政治舞台，在梁武帝時期萌芽出科舉制度。南朝的開國皇帝，就是通過領兵打仗、控制軍權而上升起來的寒門。

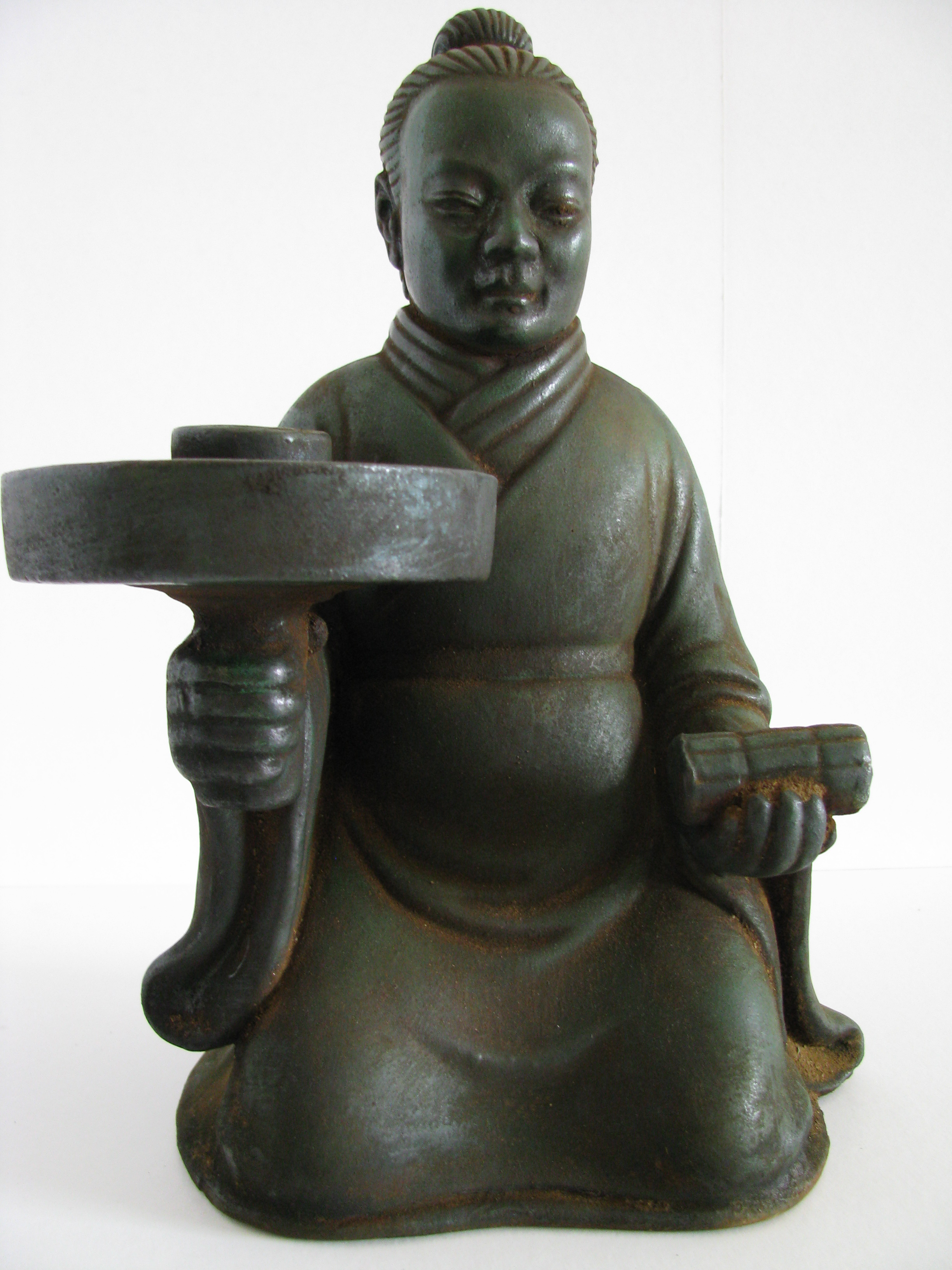
南朝時期的蠟燭台架

由於北朝胡族君主需要熟悉中國典章制度的人才，而且也為了笼络一些有勢力的北方世族，於是與北方漢人世族合作治理國家。而北方世族為了延续下去也願意配合，但是雙方也會因為風俗習慣或政治觀點不同而引發殺機。北魏孝文帝推動漢化運動後，將鮮卑貴族融入北方世族之中，明定漢和鲜卑世族的等級和地位分為膏粱、華腴、甲、乙、丙、丁六等，漢人世族的郡姓與漢化鮮卑世族的虏姓。並且進一步實行漢和鲜卑世族聯姻，使得雙方的隔閡逐漸減少。六鎮民變後，洛陽鮮卑世族受損嚴重。其後北魏分裂成東西，並分別由北齊與北周繼承。北齊君主並不是十分重用漢人世族，偏重於提倡鮮卑文化與武功；而北周採取關中本位政策，融合胡漢文化，重用蘇綽、卢辩等世族。戰勝北齊、南陳後，政治要津皆為關中胡漢世族所壟斷，關東世族與江南世族都難以抗衡，影響日後隋唐的政治環境。
宋與北魏都出现了后来隋代的三省制度的雏形。北周時按周禮，設置六官，即天官、地官、春官、夏官、秋官、冬官六府，是隋唐六部制度的源頭。但是在整個南北朝時期，三省六部制仍與三公九卿制共存，直至隋朝建立後才廢止三公九卿制。門下省負責獻計策和勸諫皇帝，參與機密之事，又成為大權掌握的機構。南朝皇帝為了避免被世族控制，所以讓寒門擔任皇帝身邊的機要職務。例如通事舍人不僅替皇帝起草詔令，又掌管政令，成為天子身邊的實權職務。另一個要職是典簽。南朝君主鑒於東晉方鎮勢強，威脅中央，因此多以宗室子弟為州鎮軍政長官，這就是「擬周之分陝」。典簽則負責控制州鎮要事。典簽每年數次回京向皇帝報告刺史好壞。齊武帝時典簽權勢達到極盛，諸王刺史都非常害怕典簽，所以當時有「諸州惟聞有簽帥，不聞有刺史」的說法；之後篡位的齊明帝也利用典簽之權，將宗王刺史大肆誅殺，但等到權力較為穩固之後，就抑制典簽之權，典簽因此失權，重新變回刺史的實質部下（但仍兼朝廷耳目）。

## 外交與其他民族

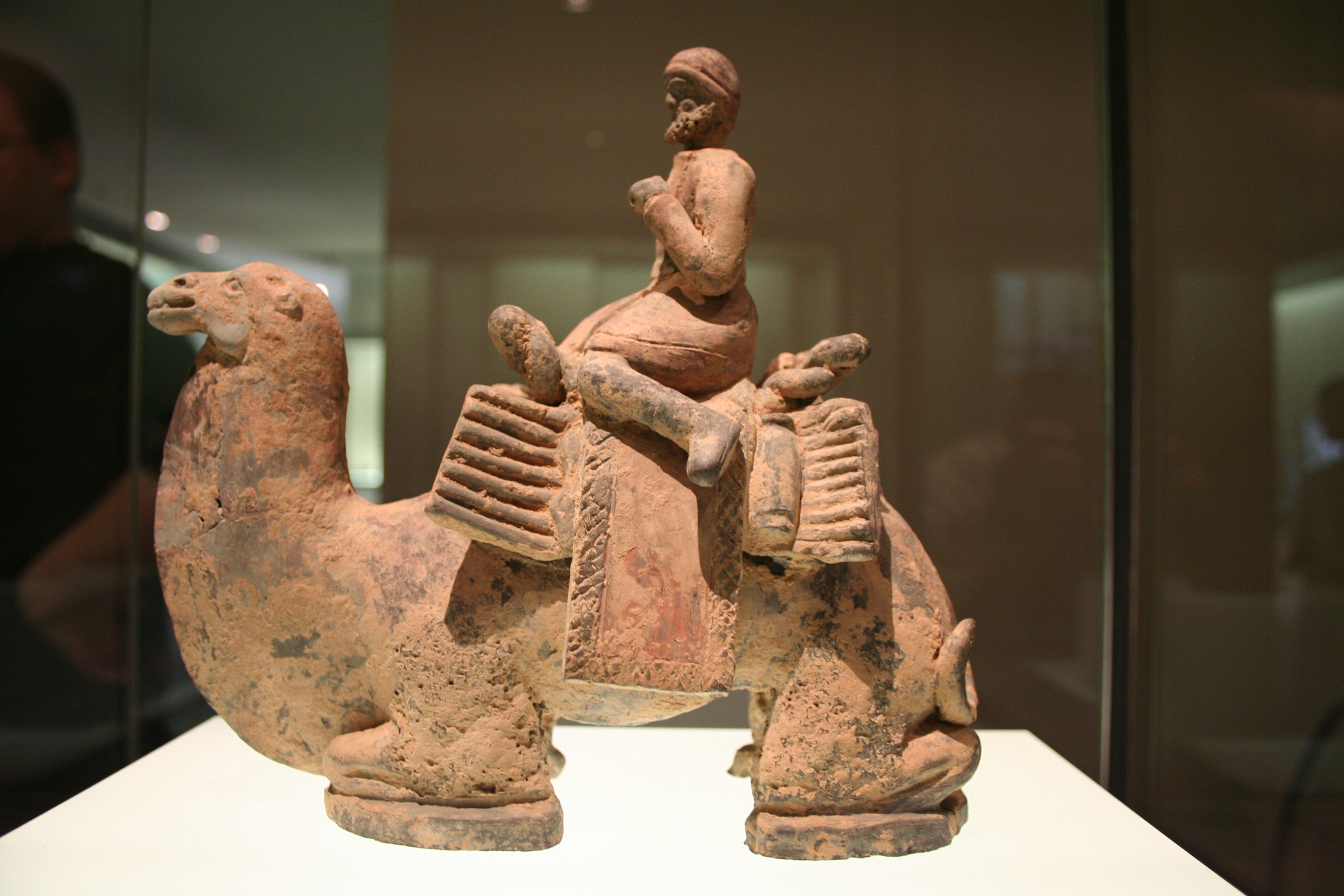
騎駱駝的外國人，中國兵馬俑雕塑，北魏時期

南北兩朝彼此關係始終處於敵對狀態，由於北方遊牧民族多留類似繩索的髮辮，因而南朝稱北朝為「索虜」，而南方多河流湖泊，被河湖包圍的陸地類似島嶼，所以北朝則稱南朝為「島夷」。雙方時常發生戰爭，然而於戰间期仍有開市以互相貿易。
當時常稱南方的土著民族為「南蠻」。長江流域以板楯蛮、盤瓠蠻與廩君蠻实力最大，嶺南以俚族為主。這些民族與漢人雜居，從事農業，受漢文化影響，用漢姓，在南朝後期逐漸融入漢族。板循蠻又稱賨人，原居益州巴郡閬中一帶，之後經渝水北遷漢中、關中。廩君蠻原在益州巴郡、荊州江陵一帶，後來擴展到長江漢水與淮西一帶。史書上提到的巴東蠻、宜都建平蠻都是指廩君蠻。盤瓠蠻又稱「溪人」，發揚地在辰州，分佈現在的湖南與江西一帶。
俚族的範圍在南嶺、今貴州南部到海南島、越南北部一帶。有名的有萧梁的冼珍，她於侯景之乱、廣州歐陽紇之亂時安定交廣，保護當地俚漢人民，被尊為「聖母」。交州以南則是林邑國，林邑王范陽邁屢次近犯南朝的日南、九德等郡，林邑國到了南朝後期成功佔領日南郡。南朝的交州曾數度發生割據抗命的事件。468年起李長仁與李叔獻兄弟據交州抵制刘宋朝廷，齊高帝採用劉善明的建議，安撫李叔獻為交州刺史。齊武帝時，叔獻阻截外國貢獻，武帝乘機派兵攻佔交州。南梁時，505年交州刺史李凱據州叛變，梁廷派李畟討平，並斬當地反抗者阮宗孝。541年李賁起事，攻陷州城龍編，於544年建國萬春。隔年梁廷遣楊瞟、陳霸先等率兵擊敗李賁軍隊。546年李賁退保屈獠洞時被殺，其部下趙光復仍據龍編，兄長李天寶據屈獠洞。李佛子繼承後於571年攻滅趙光復。隋朝時隋廷派劉方南征，李佛子遂向隋朝請降。
中國西南的南中地區，自東漢晚期至東晉時的長期战争，中原朝廷無力兼顧，遂形成豪族爨氏割據一隅。宋齊梁時期，南中地區雖仍為屬地，並置寧州刺史之職，然而大多遙領，未能至任，爨氏方為當地實際控制者。梁朝寧州刺史徐文盛曾在當地有所作為，但因爆發侯景之亂而離去。西魏乘機於553年攻取巴蜀地區，置益州刺史，其後宇文氏取代西魏，建立北周，即令益州刺史尉遲迥兼理寧州軍事，招徠南中地區，任爨瓚為寧州刺史，南中遂屬北周。

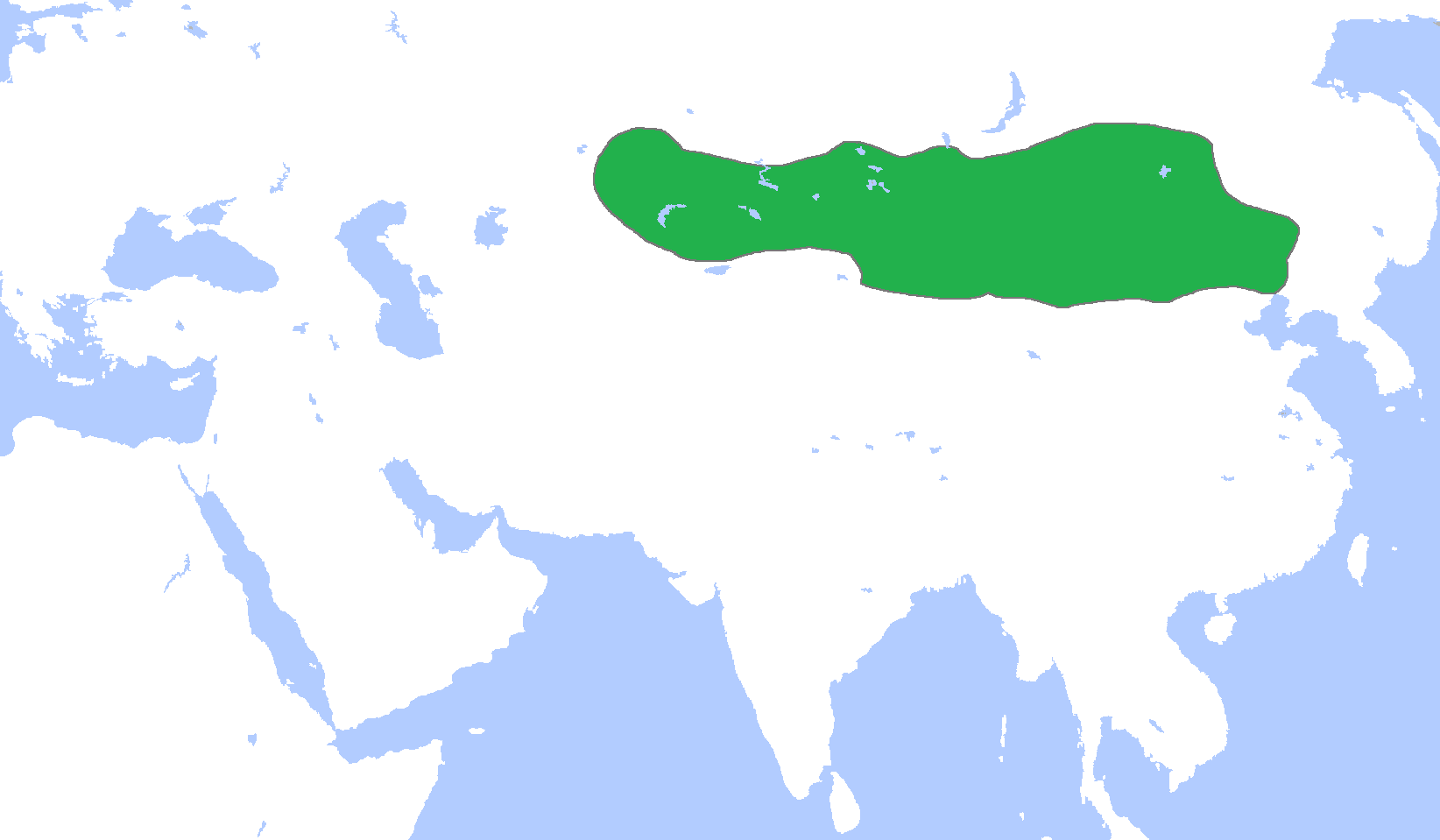
500年柔然汗國的勢力範圍（綠色）

柔然是曾隸屬於拓跋鮮卑的別部，與拓拔部（北魏前身）關係較近，是漠南漠北第一強國。自北魏道武帝時期常攻打北魏，並且經略河西走廊，領有突厥、高車等從屬國。東西魏時期，552年突厥首領土門可汗建立突厥汗国，兩年後攻滅柔然。突厥併吞高車餘眾，與波斯帝國薩珊王朝在558年滅嚈噠帝國（布哈拉之戰），疆域擴張到東至布列亞河，北至贝加尔湖和外兴安岭，南抵中原與阿姆河，西達鹹海。突厥汗國以今阿爾泰山為界，形成土門系的東突厥和室點密系的西突厥。時東北民族可分為兩大語族，扶餘國（豆莫婁）、庫莫奚、契丹與室韋的扶餘語族與分成七個部族的勿吉（靺鞨）語族。扶餘國以農業和畜牧業為主，盛產名馬、赤玉、大珠，貂皮。社會盛行巫術，也會在戰爭時祭天占卜以預知吉凶。勿吉人則是「相與偶耕，土多栗、麥、穄，菜則有葵」，以打獵為業。扶餘國於東漢初期時強盛，臣服勿吉等國，其國人與後來的高句丽、百济有關聯。到北魏時期，北魏孝文帝延興六年（475年）勿吉逐漸興盛起來，不久勿吉、扶餘國、高句麗等東北諸國遣使向北魏朝貢。北魏為了安定這個地區，開市於和龍、密雲之間，與東北各國熱烈的貿易與使臣交往。478年勿吉向北魏請求和百濟南北夾攻高句麗，北魏就勸阻這場戰爭發生。北魏衰退後，493年勿吉滅亡扶餘國，領土擴展到整個松遼平原，成為當時東北一支強大部落。
在朝鲜半岛有高句麗、百濟與新羅等三國以及日本的倭國。高句丽為強國，威服百濟與新羅，併吞扶餘遺民，受南北各朝冊封國王，550年后因為內部鬥爭而逐漸衰退。百济受到高句麗與新羅的排擠，所以努力維繫蕭梁、倭國等關係，在貿易與朝貢都有蓬勃的發展。新罗受到高句麗的威脅與百濟結盟，於六世紀開始強盛並併吞倭國最後勢力任那。倭国在晉末南朝時期由倭五王多次遣使到建康，要求獲得南朝皇帝的冊封。其中倭王武更向宋顺帝提到要進軍朝鮮半島。倭國藉著南朝皇帝的封冊，鞏固在任那的勢力。而南朝則是逐漸增加對倭王的冊封，承認倭國在朝鮮半島南部的統治。
仇池國亡於北魏後，分別建立武興國與陰平國。472年楊文度建國武興，與南、北兩朝周旋和交戰。505年楊紹先稱帝，次年敗於北魏而被俘。534年楊紹先乘北魏分裂時復興武興，於553年亡於西魏。。477年楊廣香建國陰平，受北朝支配，通好於南齊、梁。580年沙州楊永安響應益州總管王謙，起兵反抗楊堅，最終戰敗而滅國。
西域在南北朝時期於經濟文化上成長進步，當時絲路已經有了三條：自高昌轉西、與中道合龜茲爲北新道；自鄯善向于閬爲南道。有名的國家或城市有高車、高昌、鄯善、龜茲與于闐。高車本來屬於鐵勒副伏羅部，臣屬柔然。487年領主阿伏至羅率部西遷至今吐魯番西北建高車國。高車國曾威盛西域，並且短暫控制高昌。之後陸續被嚈噠與柔然夾攻，到541年被柔然攻滅，餘眾於546年併入突厥汗國。北魏太武帝時期在西域有兩個據點，一個是高昌郡，另一個是派萬度歸攻下，比同郡縣的鄯善國。在北魏文成帝時期柔然扶闞伯周為王，高昌國正式建立。經四周諸國爭奪，到499年由麴嘉建立麴氏高昌。龜茲盛產煤鐵，擅長鑄治。另外尚產銅、鉛、良馬、胡粉與安息香等等產物，是西域著名的經濟中心。于闐國王與百姓都信仰佛法，寺院的僧侶很多。中原很多名僧都到于闐取得經書，百姓皆提供僧房給遠方的僧侶，這些都使于闐成為了佛教文化中心。
7世紀的東羅馬帝國歷史學家狄奥菲拉克特·西莫卡塔對隋文帝統一中國以及征服南方的陳朝（隋滅陳之戰）的歷程進行了描述。西莫卡塔正確地將這些事件置於同時期的帝國皇帝莫里斯在位期間。西莫卡塔也提供了關於中國地理、南北雙方由長江分為兩個獨立的國家、首都胡姆丹（源自古突厥語“Khumdan”，即隋朝首都長安）及其風俗文化的粗略信息，認為中原人民“崇拜偶像”，但治理有方。 從北朝的北魏、西魏、北周（500年-581年）直接運送絲綢到東羅馬的平均旅程大約需要230天，或將近三分之二年的時間，而從波斯間接運送絲綢也需要數月的時間，而且成本要高得多。

## 軍事制度

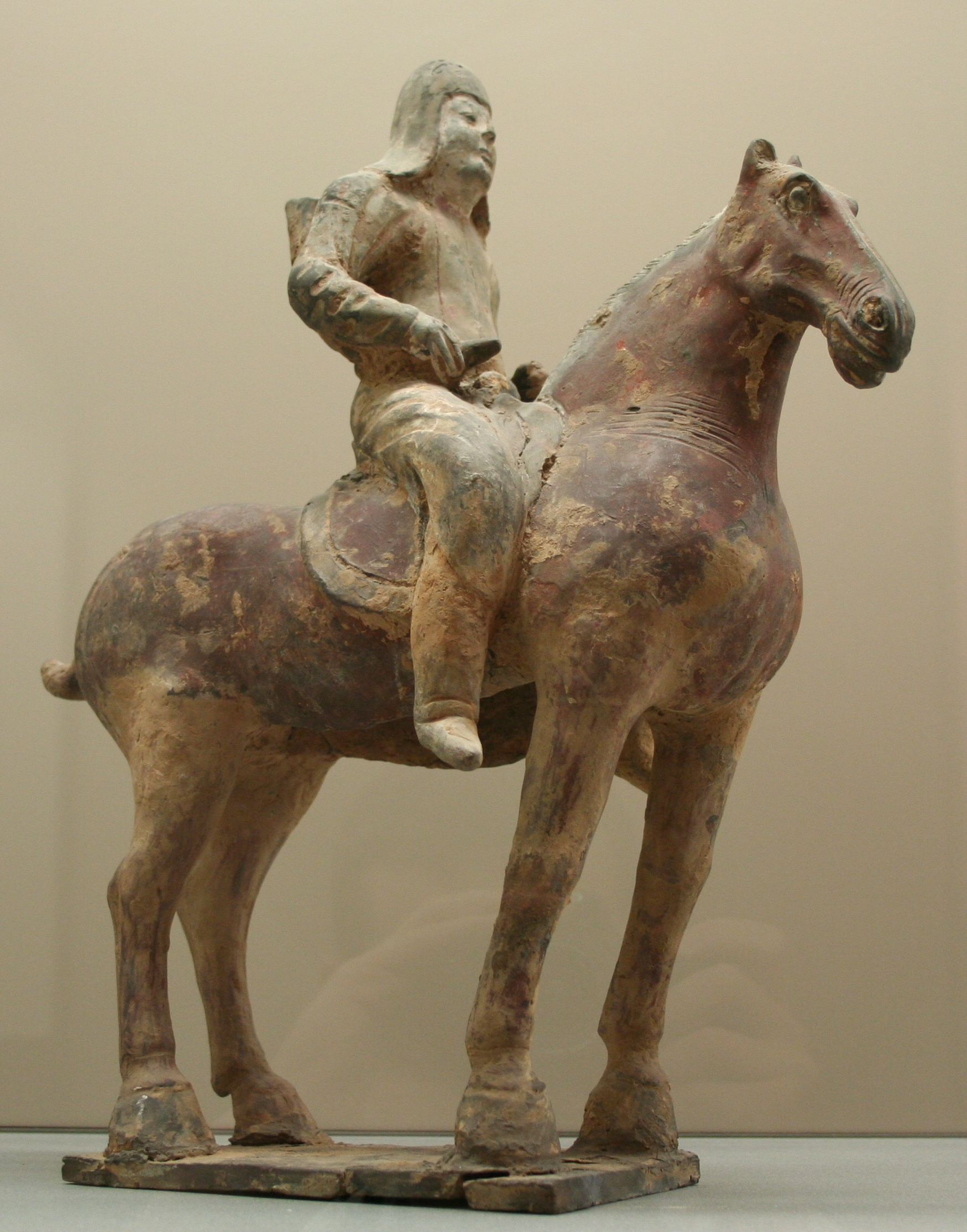
執號角騎兵陶瓷雕像，北魏時期

在南北朝時期，朝代常因為軍權流入權臣手中而更替。南朝的軍事制度大至延續兩晉兵制，然而世兵制衰落，所以以募兵制為主。北朝在軍事制度方面，在北魏初期採行兵民合一的部族兵制，統一華北後逐漸成為世兵制。北朝後期出現府兵制，成為隋唐兵制的基礎。但西魏、北周的府兵制并不是如同隋唐府兵制：平时为民，战时为兵；兵不识将，将不知兵，而是鲜卑兵制，是部酋分属制，是兵农分离制，是特殊贵族制。
南朝兵種以步兵和水軍為主，騎兵較少。兵源原本來自世兵制。但是因為戰爭的消耗、士兵的逃亡和被私家分割，部分兵戶變為民戶，兵源趨於枯竭，於是改以募兵制為主。南朝軍隊區分為中軍（亦稱台軍）及外軍。中軍直屬中央，平時駐守京城，有事出征。在劉宋時，宋武帝劉裕加強皇宮兵力，以圖扭轉東晉以來外強內弱的局面。然而，由於宗室自相殘殺而失敗，歷朝屢次有篡位之事發生。外軍則歸各地都督管制。都督多兼刺史，而且常與中央抗衡。

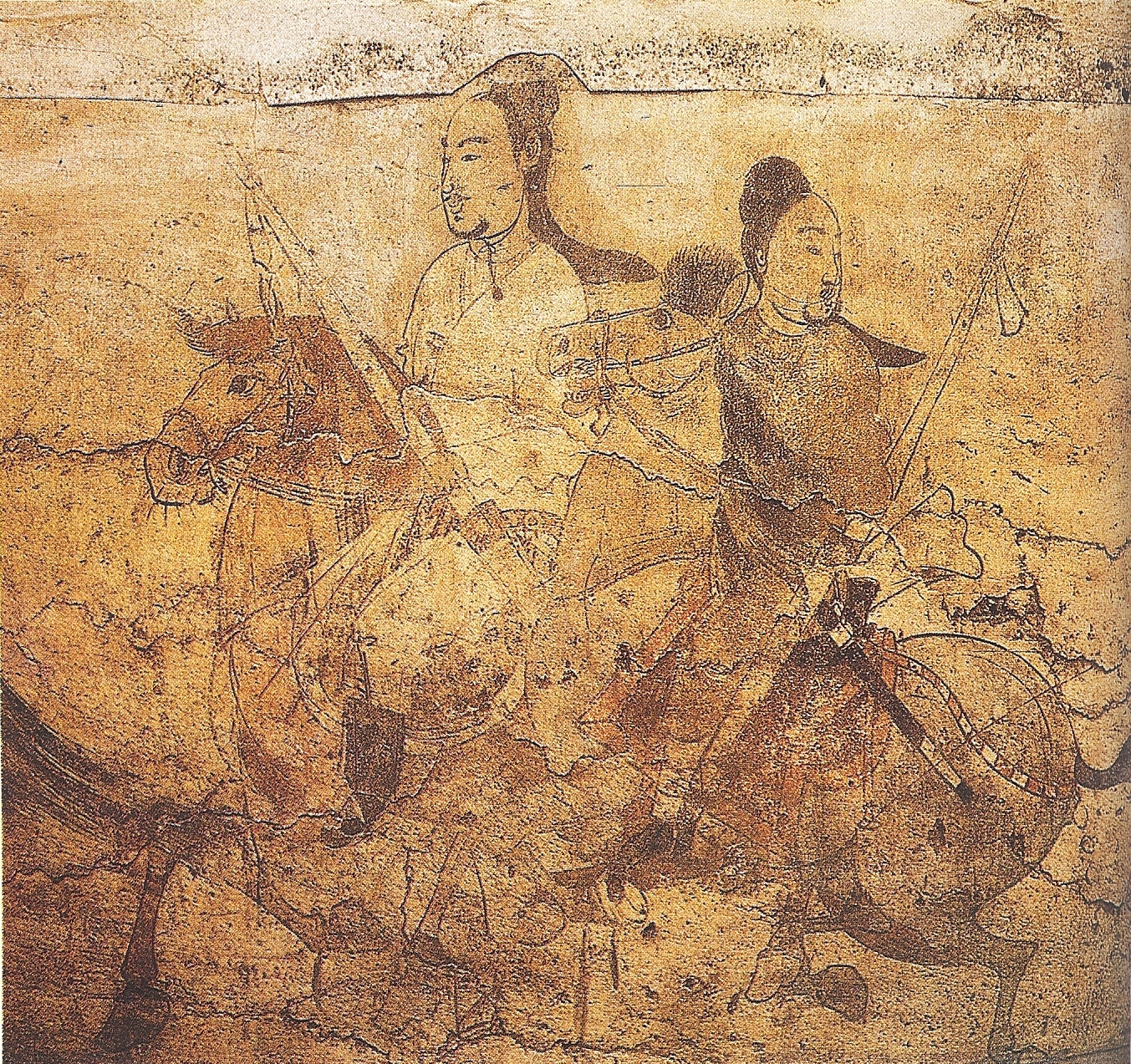
兩位騎馬的人，北齊時期的壁畫墓，山西太原

北朝方面，北魏軍隊在初期以鮮卑騎兵為主力，其補給是由各部自行掠取。在統一華北過程中，漢族逐漸加入軍隊。當攻城戰增加後變為步、騎兵混合。之後步兵成為主力兵種。北魏統一華北後，軍隊分為中軍、鎮戍兵和州郡兵。中軍在平時守衛京城，有事則成為對外作戰的主力。鎮戍兵是為保衛邊防而設置的。鎮相當於州、戍相當於郡。初時僅設於北部邊境，後來擴展到南部邊境。州郡兵，是維持諸州治安的軍隊，有時也充作鎮戍兵或是隨軍出征。北魏後期也逐漸形成固定的兵戶。
东魏和北齐的軍隊主要由六鎮鎮民和洛陽的鮮卑兵所組成，在北齊時又編成「百保鮮卑」。另外，也選漢族勇士來防備邊界。西魏和北周受到鲜卑傳統和汉文化的影響，於550年創立府兵制。該制度將遷至關中的六鎮軍民編成六軍，並設立八位柱國大將軍。西魏權臣宇文泰為最高統帥，西魏廣陵王元欣無實權，其他六個柱國則分領府兵，各督署2大將軍。北周時又擴增柱國人數，並將兵權集中在皇帝手中。但此时府兵制不同于隋唐府兵制，他们仍然是职业兵，宇文泰将府兵将领（及其士卒）改从鲜卑姓，并使之与土地结合。组成一支隶籍关中、职业为军人、民族为胡人、组织为部落式的强大的军队。且府兵雖為主力，但仍有守衛京師的中軍、地方的鎮戍兵及州郡兵等其他軍隊。而且世家豪族勢力強大，大都擁有實力不弱的私兵。

## 社會與人口

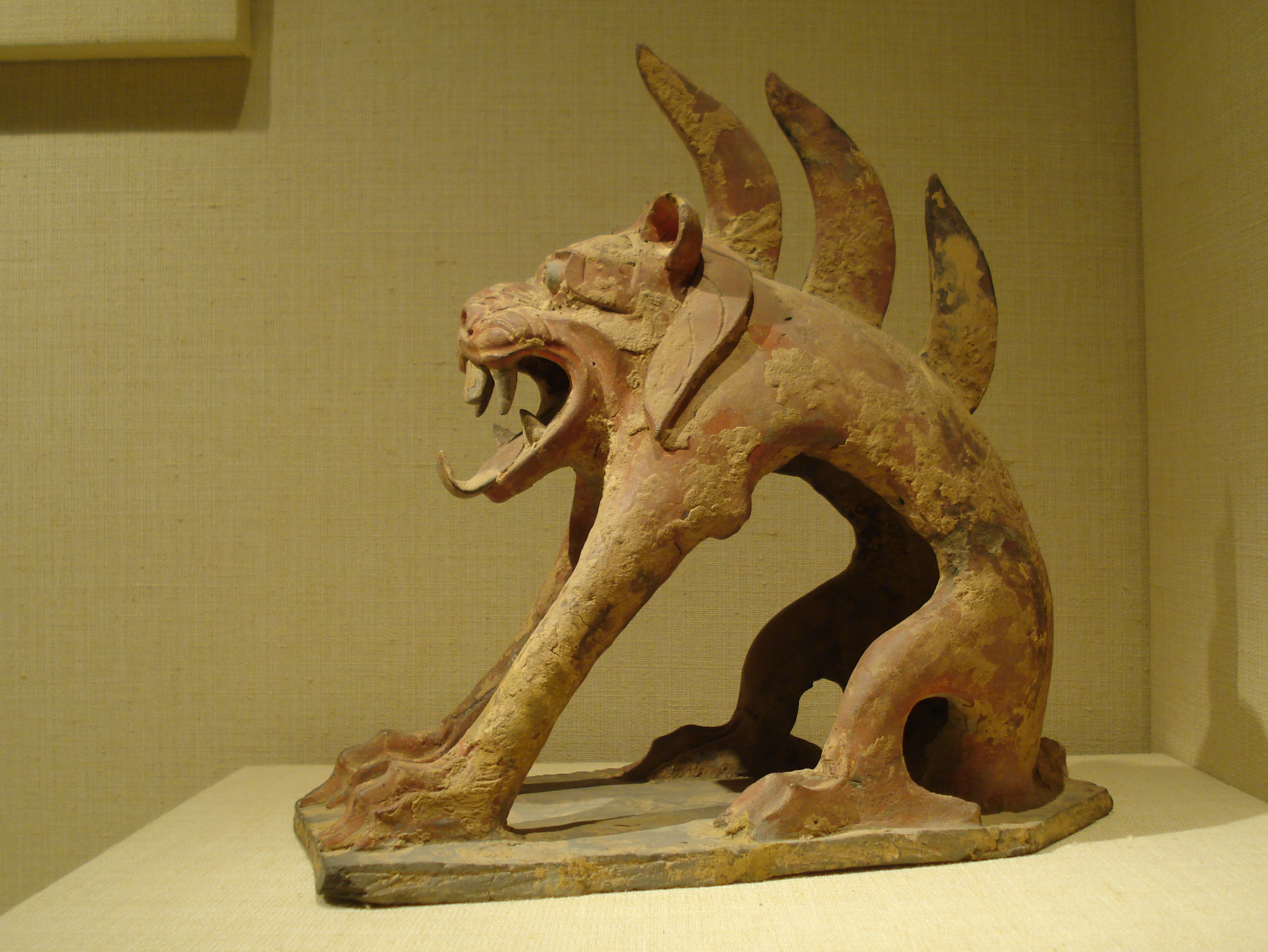
這是在北魏或北齊時期的墳墓出土，主要在保護死者的靈魂

南北朝社會的人口很複雜，大致上可分為四個階層：名門豪族的世族；自耕農、新民等從事農工商的編戶齊民；屬於部曲、佃客、衣食客、門生舊故等依附世族的依附人，受政府控管的雜戶、百工戶、兵戶與營戶也是依附人；最後是奴婢、生口、隸戶及被俘擄遷移的城民，這些都屬於奴隸。
魏晉南北朝是世族政治時期，雖然北方豪族的地位與權力遜於南朝，但也居於極高的地位。世族控制的人口有部曲、佃客與奴隸，不經「自贖」或「放遣」，是不能獲得自由的。部曲主要用於作戰，由於戰事減少所以也參於生產活動。由於南朝大家族制的衰亡使得部曲逐漸受國家控制。佃客的來源有政府依官品賜給與私自招誘。奴隸的主要來源是破產的農民或是流民，他們是地主的私產，因而可以抵押或買賣。為了防止逃亡，奴隸都被「黥面」。奴隸可以經由「糜喃為客」、「發奴為兵」等方式轉化為地主的佃客和國家的士兵。自耕農是當時農業生產的重要力量。他們對朝廷負擔租調、雜稅、徭役以及兵役，這些都使許多自耕農破產流亡，淪為世族的部曲和佃客。南北朝實行三国以來的世兵制，兵戶世代當兵，平時還需要交納租調。由於手工業者很缺，故官府對雜戶或百工戶的控制極嚴，百工戶從民間徵調到官府作坊後，與配到作坊裡的刑徒為伍，終年勞作，世代相襲。如果貴族、官僚私佔百工戶往往受到懲治。在北朝還有新民和城民。新民是北魏道武帝為了充實國力，大規模遷徙各族人民或工匠至首都地區的人民，計口授田。城民是被征服、被遷移的人民，被配置在各州內，身分如同奴隸。城民民族複雜，分佈廣大。
南方約在晉末宋初由大家庭制轉化為小家庭，在同一家族不同職業的十家就有七八家之多，互相漠視。這是因為宗族發展後各家庭親疏貧富不同，若無共同外患就容易分離；朝廷課稅方式對大家族制無益而導致的。而北方面對異族，需要團結合作，仍然保持大家族制。通過參與胡人政權的機會，逐漸將中國傳統文化及典章制度灌輸給異族。但是也有留下一些不良風俗，例如財婚的盛行。

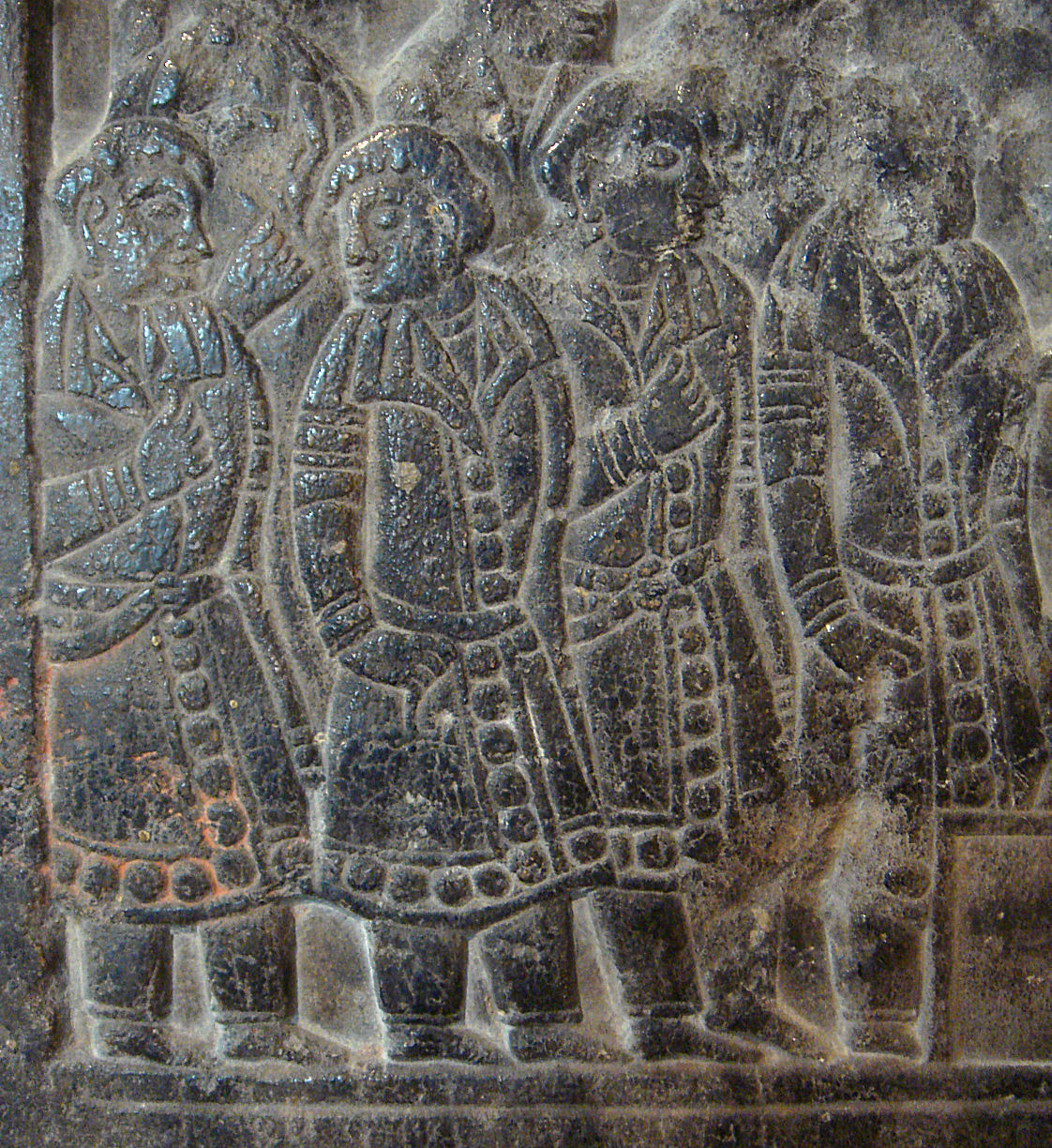
北齊時期的粟特人

南北朝時，遊牧民族與農業民族由互相衝突演化成文化的整合或汉化，形成胡漢融合文化。北方草原遊牧民族在進入中原的過程中不斷漢化，而中原世族為了逃避戰亂則紛紛舉家南遷，促進漢族與南方民族的接觸與融合。所以隋唐時期的漢族已非秦漢時期的漢族，而是黃河、長江兩大流域以原漢族為主體的各民族融合而成的新漢族。永嘉之乱使得大量北方漢人南下江南，东晋初期先設立僑州郡縣的方式安撫這些北方流民（僑居白籍），並且給予低稅優惠。但是僑州郡縣遷徙不定、僑民與當地人民混雜，影響了政府賦稅收入。於是在东晋中後期實施「土斷」，讓北方僑民就地入籍（在地黃籍），與當地人民共同負擔國家賦役。南朝時期實行5次土斷，以413年劉宋劉裕進行的義熙土斷成效最為顯著。這導致南朝境內的僑居州縣陸續消失。永嘉之乱使得北方漢族南遷，但仍有部分滯留在北方與游牧民族相處。由於胡族缺乏統治中國的經驗，所以重用漢人世族治理國家，這引起雙方的文化採借，久之形成文化融合。例如五胡十六国時期各族君主與漢人世族的合作，最後使部分中原胡人轉化成漢人；北魏孝文帝時期推動漢化運動，融合鮮卑皇族與漢人世族；西魏宇文泰採用蘇綽建議，建立關中本位政策，這些都融合了胡漢民族。然而融合的過程難免會產生思想衝突、政治鬥爭或種族衝突。例如北魏太武帝因修國史事件滅重臣崔浩一族，牽連范陽盧氏、太原郭氏與河東柳氏，皆滅族。孝文帝的漢化運動使得洛陽鮮卑貴族與六鎮鮮卑貴族產生矛盾，並發生鮮卑化運動以反抗漢文化，最後引發六镇之乱。主要以六鎮鮮卑人與胡化漢人為主的東魏北齊，保持尚武精神，提倡鮮卑文化、西胡化，極力排斥漢文化。最後由具備胡漢融合文化的北周與替代之的汉化政权隋朝攻滅政治與經濟混亂的北齊與南陳，建立具開創性、「天下一家」性質的隋唐帝國。
| 年代 | 戶數        | 口數           | 備註                                             |
| --- | ----------- | -------------- | ------------------------------------------------ |
| 晋武帝太康三年（282年） | 3,770,000户 | 约18,850,000人 | 此为晋朝户口最多时期。                           |
| 劉宋孝武帝大明八年（464年） | 906,874戶   | 4,685,501人    |                                                  |
| 南梁梁武帝大同五年（539年） | 不详        | 约11,000,000人 |                                                  |
| 南梁梁武帝太清三年（548年） | 不详        | 约12,000,000人 |                                                  |
| 南陳陳宣帝太建九年（577年） | 600,000戶   | 2,400,000人    |                                                  |
| 北魏孝明帝正光元年（520年） | 5,000,000戶 | 30,000,000人   | 《文献通考》說「此時戶口最盛，比晉太康倍而餘」。 |
| 北魏於爾朱榮亂後，分裂成東魏、西魏時（534年） | 3,375,368戶 | 未詳           |                                                  |
| 北齊幼主承光元年（577年） | 3,032,528戶 | 20,006,880人   |                                                  |
| 北周靜帝大定年间（581年） | 4,622,528戶 | 29,016,484人   |                                                  |
| 隋文帝开皇九年（589年） | 7,000,000户 | 约40,000,000人 |                                                  |
| 註：本表數據源自。數據僅比較差異，實際上的戶口數會比較高。這是因為在魏晉南北朝時期，戶口數據受到部曲、軍戶或是戰亂等因素使得有隱瞞或不列入統計。 |             |                |                                                  |

## 經濟
南北朝經濟主要是莊園經濟。世族與寺院的莊園大部分都是多方經營，具有自給自足的性質。農田有良好的水利系統供種植稻、麥、粟、桑、麻、蔬菜等作物，還可以種植竹木果樹、養魚、畜牧等等。還有紡織、釀造、生產工具等手工業。世族的莊園生產主要交給佃客、部曲和奴隸，而寺院是一般僧侣與民戶。由地主集中開墾，這對於地區的開發起一定的作用。由於世族享有特權，佛教較為盛行，致使地主莊園與寺院莊園膨脹，並且大量隱匿農戶。加上戰爭頻繁又使得社會精壯勞動力損失極大，導致國家與地主、寺院間互相爭奪土地和勞動力而爆發流血衝突。例如三武灭佛中的北魏太武帝灭佛與北周武帝灭佛。最後，由於各民族經濟交流加強，並逐漸融合為一體，社會經濟的發展從這種民族融合中汲入了許多新的發展能量。而江南地區已進入全面開發階段，使中國經濟重心南移，最後促成隋唐大運河的建立。

### 農業
農業是莊園經濟的重心，深受朝廷與世族關切。北方农业规模较南方为小，且大多生产小麦、小米、高粱及黄豆。由于气候的关系，北方深受饥荒之苦。土地兼併的情形直到南朝仍然十分嚴重，朝廷難以禁止世族兼併土地，宋孝武帝大明元年（457年）朝廷乾脆承認佔領山林川澤的法令以限制世族搶佔範圍。然而法令頒布後反而刺激豪門權貴兼并山澤土地的活動。最後整個南朝在佔田奪土、兼山並澤的事例一直是史不絕書的。南朝相對北朝來說比較安定，南渡的移民仍然絡繹不絕，農業生産繼續有所發展。比較突出的地區有荊揚二州，而益州居次。揚州是南朝最發達的地區，其中以建康及其周圍地區發展最大。而三吳地區（吴郡、吳興、會稽）是南朝各種支出的主要來源。洞庭湖周圍的荊、湘地區發展也很快。此外淮南地區原本也是糧食重鎮之一，但是於451年的魏宋战爭中遭到破壞。經過齊、梁二朝的經營才獲得恢復。南朝各代興修不少水利事業，例如有宋、齊、梁各朝於壽陽（今安徽壽縣南）修治的芍陂；南齊在齊郡（治所今山東臨淄）開墾二百頃廢田，用沈湖水灌溉。基本上，江東帶海傍湖和延江之地，乃至江南腹地即南川、湘川地區等都已經開發了。
北朝前期因為五胡十六國時期的戰爭使得農業發展滯後於南朝，太和九年（485年）北魏孝文帝採納李安世的建議推動均田制，將戰爭時遺下的大量荒地按制度分給農民。這個制度日後推行於西魏、东魏、北齐、北周和隋唐，分配農地主要有露田（種穀物之田）和桑田。露田主要為國有地，給於男女奴婢均可，不可買賣，死後須收回國有。桑田為私有地，給予男子，可以買賣。最後地方官吏可按品級授給公田。北魏實行的均田制與三长制、租庸調制互相配合，促进了農民生產。北魏孝文帝推動漢化運動改善了吏治，使得農業能夠發展成長。直到神龜三年（520年）政治虽然逐漸腐敗，但官府糧倉還是相當充實。北齊的均田制與租調制比北魏限制多，並且增加奴婢的租調。然而東魏、北齊一朝貪污風氣極盛，到齊後主高緯時，荒淫腐朽，大量修建宮殿與寺院，窮極奢華。西魏北周方面，宇文泰採用蘇綽的建議，建立租賦預算和戶籍制度，以保證朝廷收入。由於北周世族的力量不大，加以吏治比較清明，比較容易推行均田制。由於北朝的鮮卑人為遊牧民族，其畜牧業原本就很發達，主要產地在漠南地區〔今河套地区〕。在北魏孝文帝時期又在河南設牧揚，養戰馬十萬匹。有名的有尔朱荣的父親尔朱新兴，他擁有「牛羊駝馬，色別為群，谷量而已」。

### 手工業

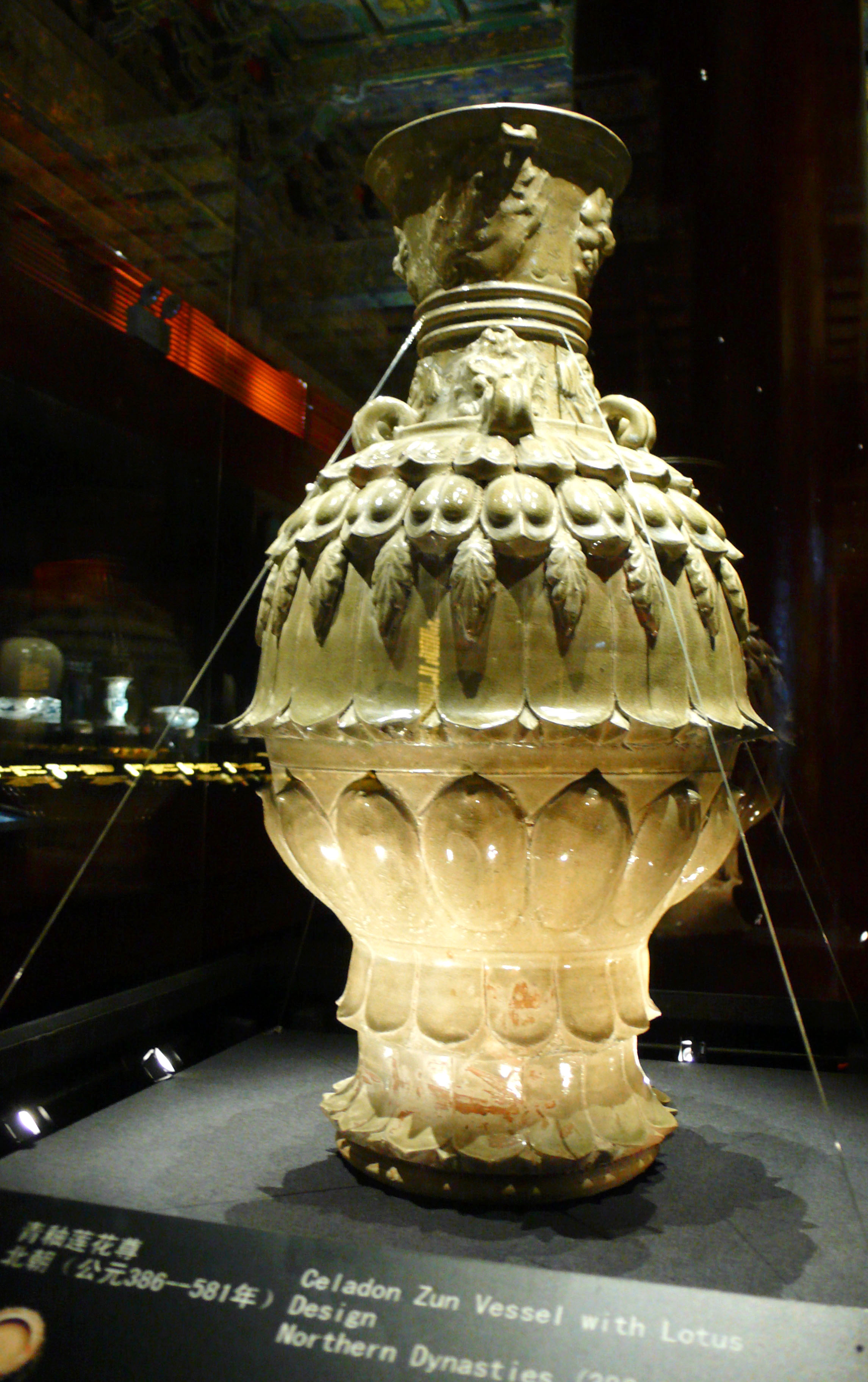
北齐时代的蓮花花瓶

由於朝廷大力提倡農桑，戶調征絹布，當時絹布的地位等同貨幣，這些都促進紡織業的生產。南朝的紡織業與養蠶業比較發達，產地以荊、揚二州為主。由於絲、綿、絹、布等是南朝調稅的主要項目，因此紡織是民間普遍的副業。織錦業則在益州為主，劉裕滅后秦，把關中的織錦戶遷到江南，到萧齐和萧梁时期繁榮。當時富豪人家穿綉裙，著錦履，以彩帛作雜花，綾作服飾，錦作屏障。南朝朝廷設有專官管理礦冶，用水排鼓風冶鑄。鍊鋼則使用一種雜煉生鐵和熟鐵的灌鋼法。這種方法可以鍊出優質鋼，用來製造寶劍和刀。瓷器的燒制技術早在三國、晉朝時期成熟。南朝時以青瓷為主，產地集中在會稽郡（浙江紹興）。其硬度高，釉料勻，通體青瑩。江南其餘地區的制瓷技術各有自己的特點。南朝的紙張潔白勻稱，完全取代了簡牘，藤紙與麻紙都很流行。造船業也十分興盛，最大可以載重二萬斛。
北朝的紡織業主要是絲織業和毛紡織業，是手工業中最發達的一個產業。絲織中心有涇州（今陝西涇川）、雍州（今陝西西安市）、定州（今河北定縣）等地。絹布產量增加使得絹價下降。由初期每匹絹千錢，到北魏孝文帝後降到二三百錢。官方的絲織業規模巨大，有宮內或京城內的官方工場、作坊，為朝廷生產綾羅錦繡等絲織品。民間有專業的綾羅戶、細繭羅縠戶，分散在今河北、山東一帶，其產量大且質量精美。有山東的大文綾、連珠孔雀羅，阿縣的縞。毛紡織業的產品主要是氈，用途很廣，利潤頗豐。可用來作襦（短衣）、袴（套褲）、靴墊及帳蓬等。北朝朝廷也設有專官管理礦冶，以冶鐵業最為發達。鐵產量很高，450年劉宋軍隊攻克北魏碻磝戍（今山東聊城東）時就繳獲大量鐵器。資量方面，相州的牽口冶造的刀，為全中國地區之最，皆送入京師武庫。北齊綦毋怀文所造的宿鐵刀，既有非常強的硬度，又有韌性，斬甲過三十札。

### 商業

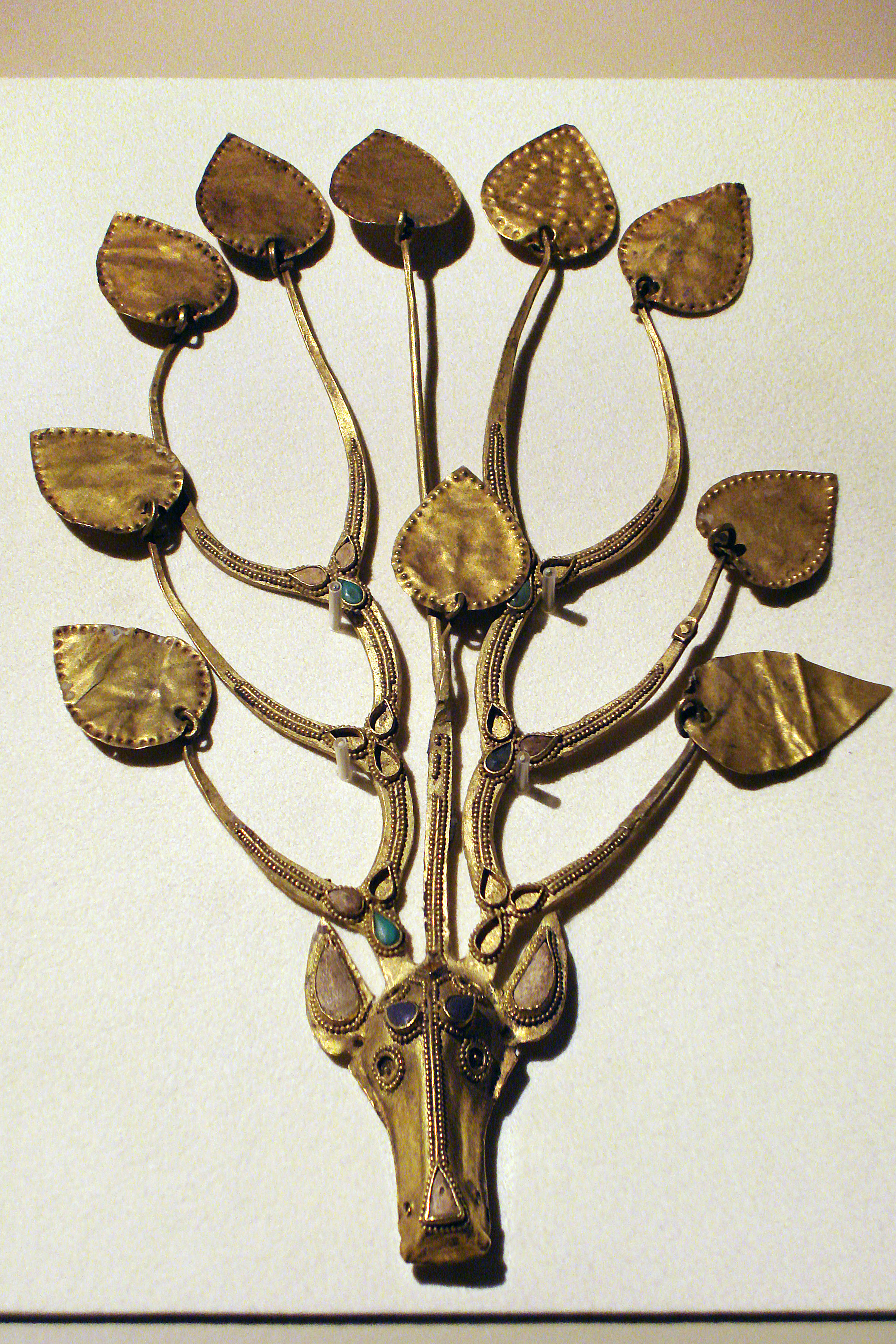
金馬頭飾品，北魏時期，內蒙古出土

南朝農業和手工業發達，加上江河交通便利，使得商業發達。由於政治松弛，幣制废弛，質量不精。市場上有普通的生產用品、生活用品與奢侈品。商賈小者坐販於列肆，大者轉運於四方。商稅是朝廷收入的大宗，然而世族有免關稅權，在任期屆滿時帶著大批貨物作為「還資」，然後轉販各地。商業重鎮有建康、江陵、成都、廣州、广陵等地。建康是三吴的經濟中心。南朝梁武帝時建康城內有居民28萬，貢使商旅，方舟萬計。會稽、吴郡、餘杭居次。廣州是海上貿易重鎮，貿易對象有东南亚各國、天竺、獅子國、波斯等國。江陵是關中、豫州、益州、荆州、交州、梁州的轉運站。成都不僅商業繁盛，也是蜀錦的重要產地。
北朝商業在北魏漢化運動後也逐漸成長起来。貨幣方面，原本以絹布穀物的物物交换作為交換媒介，孝文帝改制後鑄五銖錢改善，但仍然難以流通。商業重鎮有洛陽、鄴和長安。洛陽是北方的貿易中心，西陽門外有大市，周圍八里，十分繁榮。當時除了商販和大商人外，許多貴族、官僚也從事經商。貿易對象有中亚、西亚諸國、高句麗、百濟、伽耶、新羅與日本商人。西域商人经营的主要是金银珠玉、珍物器玩，以换回中国的丝织品、工艺品等。儘管南北朝彼此戰爭不斷，停戰期的貿易仍然活躍。雙方常以穀物、布帛代替貨幣在市場上流通。貿易方式主要有官方互市與個人走私，其中走私在民間、官員、軍隊中都有。關於商品的需求，北朝需要甘蔗、荔枝、芒果、香蕉、菠蘿、杨梅、橘柚等水果以及北方官員、貴族享用的奢侈品；南朝則需要北朝的馬匹、骆驼與毛織品等。總體來說，北朝商業仍然不及南朝活躍。

## 文化

### 學術思想

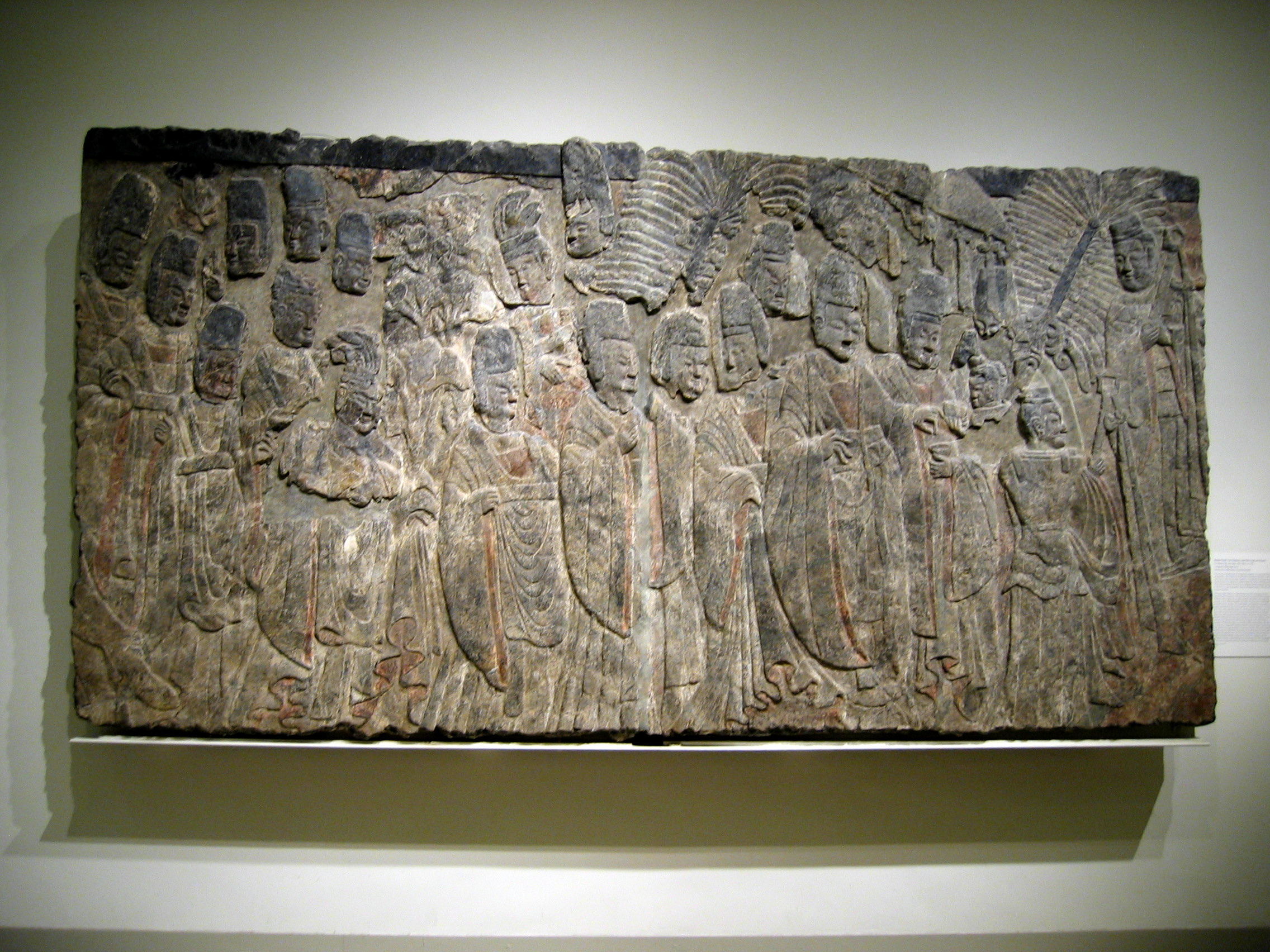
龙门石窟的皇帝礼佛图

儒學獨尊的地位在晉朝被破除後，到了南北朝時期已經形成多元化的思想。面對亂世的到來，有些人主張以法治國、務實求治（例如東晉政治家王導），相反亦有人主張無政府主義（例如鲍敬言的《無君論》）。同時也因佛教的興盛而出現了一系列揚棄於中原傳統思想和佛教外來思想之間的哲學主張（例如慧遠的《沙門不敬王者論》）。
這個時代最具代表性的思想乃是以「玄學」之名為後世著稱的相對主義哲學思想群。西晉思想家郭象以先秦道家莊子的理論為基礎，提出「獨化論」，認為萬事萬物皆有與其他事物互不相干的獨自變化原理，否定秦漢以來佔據主流地位的「天人感應」等儒家絕對主義思想，為南北朝玄學的隆盛打開了先河。相比北朝，玄學在南朝更加興盛，宋文帝時設至玄學館，玄學與史、文、儒並列四學。梁武帝時曾鼓勵復興經學，但此時經學亦已受到清談的影響，只注重於邏輯辯論。隋朝統一中國後清談開始逐漸衰退，直至中唐以後被人們徹底忘卻。
由于佛教過度膨胀與糜爛，出现了不少反對過度崇佛的思想家如南梁范縝、北魏邢邵與北齊樊遜，這些人的思想衍生出无神论。范缜是南朝齊梁之間人士，489年在南齊竟陵王蕭子良的宴席上發表了否定佛教因果報應論的自身持論「神滅論」，認為灵魂和輪迴轉世並不存在。他的觀點主要是唯物論的「變化的形一元論」，認為身體與精神都是物質，整個宇宙就是一個物質的動態變化。「神滅論」處理了「體」「用」「變化」「關係」諸主題，完整概括了「唯物本體論」所應處理之主要範疇。南梁成立後，范縝和他的著作《神滅論》再一次引起了朝野的激烈反響。南梁重臣曹思文、蕭琛等人爭相反駁之，篤信佛教的梁武帝蕭衍也展開論戰，作《敕答臣下神滅論》，命令范縝放棄他的觀點。梁武帝又組織高僧六十多人發表文章對范縝進行圍攻，引發思想界一場圍繞著人死後「神（靈魂）」之存滅是否的理論大戰。然而變化的形一元論的涵義與變化廣大，幾可做無窮盡的推論引申，范縝辯才無礙，眾人沒能夠反駁倒他，最後不得已而判范縝為「異端」流放他。
邢邵是北魏末東魏初期人士，當時佛教受到皇室拓拔氏提倡而興盛。他反對「神不滅論」，主張人死則靈魂就會消失，否定人死為鬼的理論，認為「欲使土化為人，木生眼鼻，造化神明，不應如此。」他還主張「類化論」，只有同纇事物，才可以轉化；不同類事物不能轉化。類化說顯現出物種產生的多元性與差異性。邢邵思想以及他和杜弼爭論轮回等問題等都紀錄在《北史·卷五十五·杜弼傳》與《北齐书·杜弼傳》中。樊遜是北齊人士，554年北齐文宣帝欲封禅泰山，樊遜向齊帝勸諫道教、神仙皆為虚妄。
顏之推生於南梁，後被迫仕北朝。他主張早教，認為「人在小的時候，精神專一；長大以後，思想分散，不易學習。」他所撰有的《顏氏家訓》對往後中國社會有深遠影響力，後世視之為家訓的典範作品，獲得儒家學者及佛教徒的重視。

### 文學

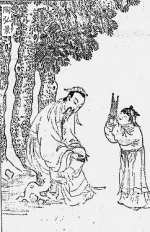
「山中宰相」陶弘景

南北朝时期的文學发展迅速，其中南朝風格偏向華麗纖巧，而北朝風格偏向豪放粗獷。北朝代表人物是北地三才，即邢邵、魏收、溫子升。南朝方面，文學代表是駢文，講究格律、詞藻、用典。內容多脫離實際生活，抒發一些富貴閒愁。以庾信文章為代表。詩風流行元嘉體與永明體。元嘉體是代表劉宋元嘉年間的詩風，代表人物有「元嘉三大家」謝靈運、顏延之與鮑照。他們的共同功績是把古體詩推進到完全成熟階段，並且注意聲律和對偶的運用，並且逐漸發展出近體詩。而永明體（亦稱“新體詩”）是南齊武帝永明年間形成的一種詩體，受印度梵音學特別是佛經轉讀及梵唄經聲的啟發，周颐首先發現了漢語平、上、去、入四種聲調，著《四聲切韻韻》。詩人沈約又根據自己對四聲的理解，撰為《四聲譜》。王融等人為之扇揚，並在創作中進行試驗，永明聲律論盛極一時。永明詩人在詩中力求做到“一簡之內，音韻盡殊；兩句之中，輕重悉異”，避免所謂八病（即平頭、上尾、蜂腰、鶴膝、大韻、小韻、旁紐、正紐），於是產生了永明體，這是唐代格律詩的源頭。南陳徐摛、徐陵與北周庾信的徐庾體文章綺艷，也是很有名。江淹與鮑照並稱南朝辭賦大家，江淹的《恨赋》、《别赋》與鮑照的《蕪城賦》、《舞鶴賦》並稱南朝辭賦的絕唱。江淹在獄中寫的《詣建平王書》，辭氣激昂高亢，不亢不卑，字行間流露出真實情感。江郎才盡也是指他晚年時減少寫作的情形。
敘事長詩方面以北朝的《木蘭詩》和南朝的《孔雀東南飛》為代表。民歌方面，由于南北文化不同，呈現出不同的色彩和情調。《乐府诗集》即有「豔曲興于南朝，胡音生於北俗」的說法。小說受到名士清談的影響，促成軼事小說的出現，可分為「志怪小說」和「志人小說」。比較有名的有劉義慶的《世说新语》，為後世文學作品提供大量典故和成語。道教影響了中國藝術及科學。例如《遊仙詩》等文學，描述神仙飄逸之妙或藉由神仙之說抒發情懷。道教名士陶弘景、陆修静均擅長神仙文學。《玉臺新詠》爲陳後主妃子張麗華所撰錄，主要收錄男女閨情之作。
文學研究方面，刘勰的《文心雕龙》成為中国第一部系统文艺理论巨著，主張實用的「攡文必在緯軍國」的落實文風，反對不切實用的浮靡文風。南梁武帝的长子萧统组织文人编选的《昭明文选》是中国现存的最早一部诗文总集。於唐朝時與五經並駕齊驅，盛極一時。直至北宋的民間尚傳謠曰：「文選爛，秀才半」。这两部巨著都对后来中国文学的发展产生了深远影响。鍾嶸的《詩品》也是重要的專著，開創中國古代詩論、詩評的體制。其專注於漢朝至南梁的五言詩，確定文章風格的來源，一派學《詩經》、一派學《楚辭》。然而三品評判過於牽強，如下品的曹操、中品的陶潛、嵇康、曹丕等人在今日已獲得較高評價。

### 史學

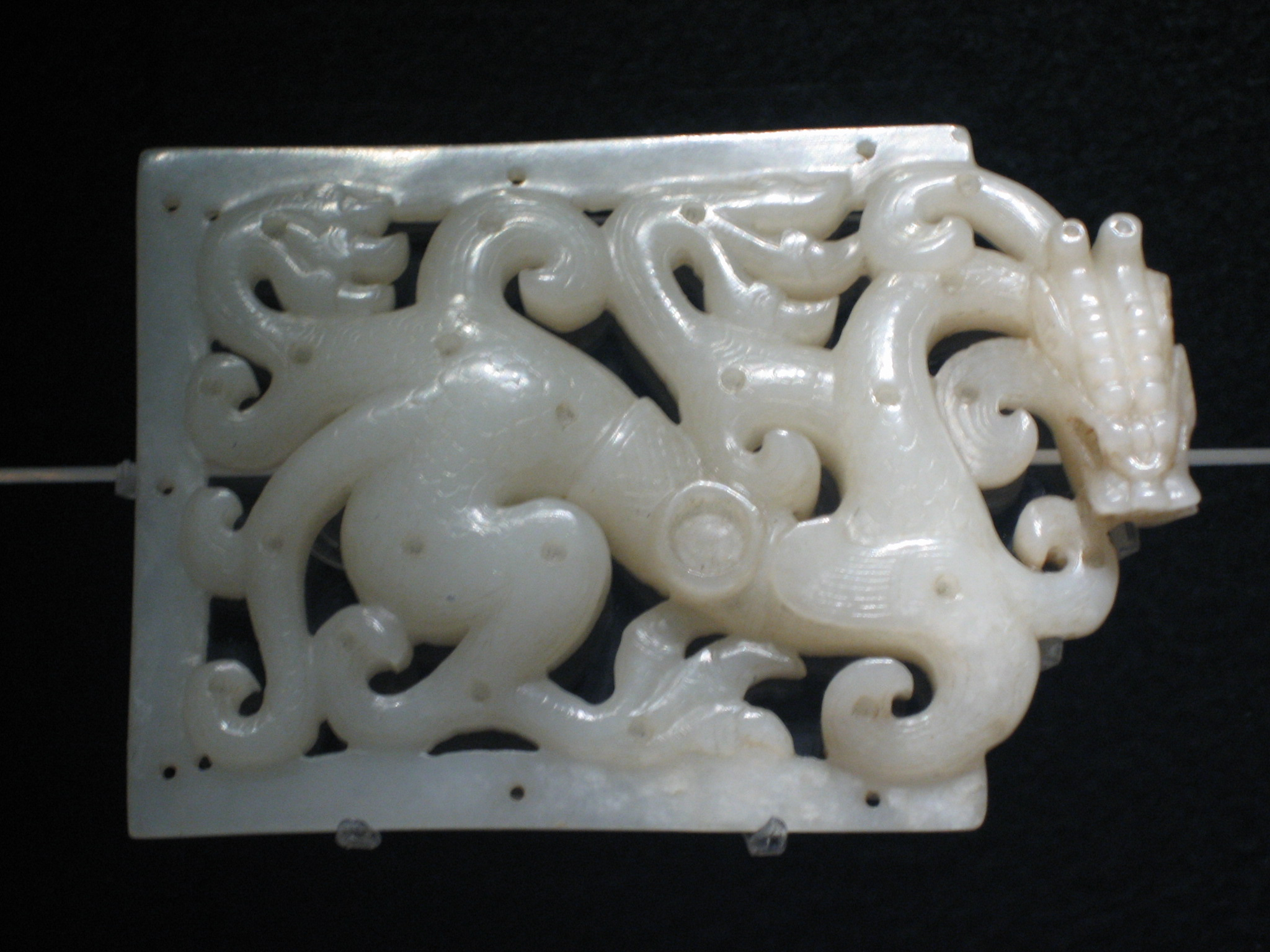
南北朝的龙纹鲜卑头

南北朝繼承了漢代以來設官修史之制。宋設著作官（宋齊梁陳時官名及分職屢有更改），負責撰修國史（本王朝史）及帝王起居注。南齊始有國史與前朝史之分。北魏亦設著作官及起居令史，使修史官與起居官逐漸分職。北齊始設史館（或稱史閣），為專門修史機構，影響中國日後的官方修史制度。西魏、北周亦設著作官制度。南北諸朝又有大臣監修史書。此外，南梁時始行編修武帝、梁元帝的「實錄」，是為唐代開始一朝接一朝修實錄的濫觴。
纪传体斷代史書在南北朝史學仍佔一席位。官修的有如沈约《宋书》、萧子显《南齐书》、魏收《魏书》，私修的有如范曄《后汉书》。
反映社會各種狀況的史書，亦在南北朝盛行。如上述《後漢書》、《宋書》當中新增「獨行」、「逸民」（或「隱逸」）、「列女」等類傳記各種人物面貌；宗教史籍有慧皎《高僧傳》；記述寺院建築的有楊衒之《洛陽伽藍記》；地理類著作方面，以郦道元《水经注》為南北朝集大成之作。少數民族歷史亦因五胡各族建政權而深受重視，成就較高的有崔鴻《十六國春秋》、蕭方等《三十国春秋》。
譜學（或叫譜牒學）在南北朝門閥政治影響下而大盛一時。各豪族郡望為求鞏固社會地位和政治權利，乃撰修家牒，以彰顯自身血統、門第及婚宦。繼家譜出現後，又有了家譜學的研究，當時便出現「統譜」、「百家譜」等書籍。
南北朝的注史之學，具代表性的有如裴松之《三国志注》。裴注著重資料搜集、補充史事，不再局限於對音訓及解釋史文，對中國的注史方法產生有相當影響。裴松之對史料相互考異，日後史家有所繼承，如司马光撰《資治通鑑考異》。裴注裡又有對前代史家的評論，這推動了中國史學批評的發展。

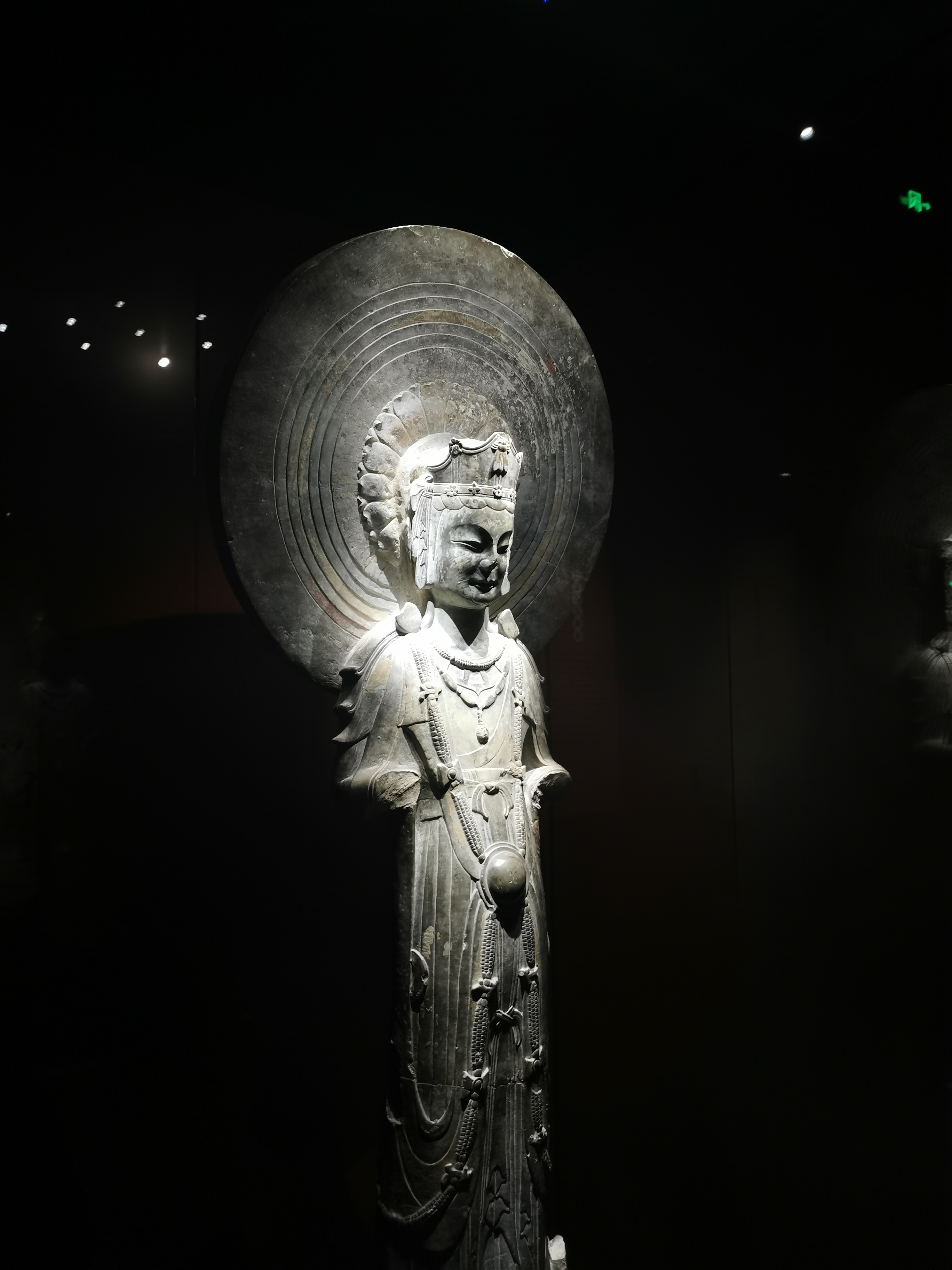
北魏佛造像，山东省博物馆藏

### 宗教

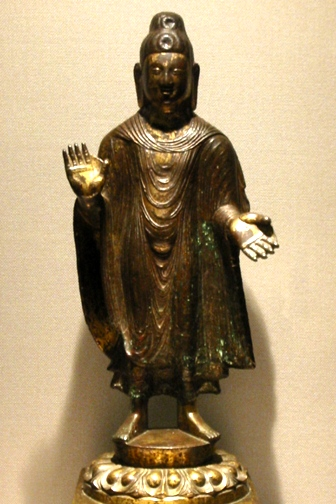
北魏弥勒佛像，443年鑄造

本時期的宗教逐漸以佛道為主流，並與玄學互相競爭。佛教在南北朝的蓬勃發展，已脫離先前依附儒、道的困境，於北魏刘宋時開始流行並逐漸中土化，時人对菩萨的信仰十分流行。當時佛教逐漸產生出學派，有名的有三论宗、涅槃宗、天台宗、律宗以及禅宗。三论宗奠基於南北朝僧肇、遼東僧朗、興皇法朗、茅山大明、吉藏大師。因依鳩摩羅什所譯的《中論》、《十二門論》和《百論》等三論立宗，故名為三論宗，屬大乘中觀派。淨土宗的思想主要在《往生論》內，其代表曇鸞提倡他力、易行思想等思想。涅槃宗方面，《十地經論》有勒那摩提、慧光等所形成的地論學派，以及曇無讖翻譯的《大般涅槃經》（北本），傳入南朝後弘揚更廣。律宗始於南北朝法顯、慧光，着重研习及传持佛教戒律、严肃佛教戒规而得名。天台宗是中國佛教最早創立的一個宗派，始祖智顗主要依據《妙法莲华经》，所以又稱法華宗。該宗主張實相和止觀，以實相闡明理論，用止觀指導實修。禅宗達摩主張「教外別傳、不立文字」，提倡以心修禪，出世後還需度化他人。達摩的禪法，簡明深入。。與寶誌禪師、傅大士合稱梁代三大士，有名的還有「一葦渡江」。佛教的高度發展也導致政府抑制、儒道二教激烈的問難。由於大量寺廟與僧侶減少稅收與兵源，各國開始限制信仰佛教的人數與撲滅佛教。其中北魏太武帝、周武帝的灭法運動最有名，與後世的唐武宗合稱三武灭佛。佛教進入劉宋代愈為一般人士所好，從而引起與儒教及道教為種種問題而論爭。如「三世因果之真偽」、「精神之滅不滅」、「佛之在否」等問題盛為諍論。随着佛教的传播，空前的发展出佛教藝術如佛像、壁画、石窟寺院等。其中敦煌千佛洞、雲崗石窟、龙门石窟、麦积山石窟成为中国造像艺术宝库之中的瑰宝。

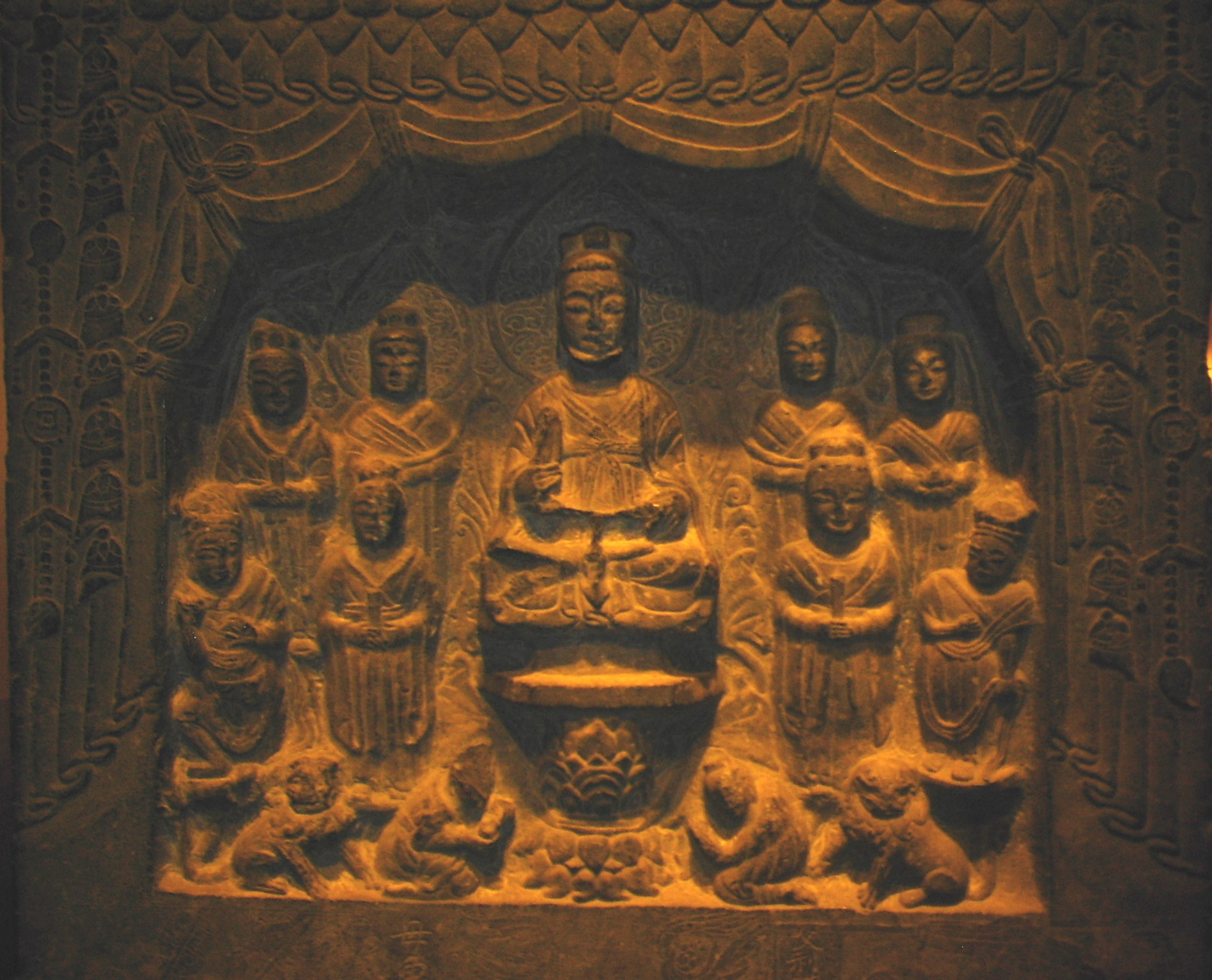
北周道教石灰岩碑

道教的改革頗多成就，五胡十六國晚期的寇谦之受东晋灵宝派的影響，制作《雲中音誦新科之誡》等經八十餘卷，在精義經理方面無所創新，卻明確聲稱要清理道教。寇謙之對道教進行改革的總原則是「以禮度為首」，除去五斗米道的三張（張陵、张衡、张鲁）偽法、租米錢稅及男女合氣之術。嚴格齋戒禮拜，使道教組織更為嚴密，道規教儀更為完備，使道教「專以禮度為首，而加以服食閉煉」。由於寇謙之的道教改革，不僅在宗旨、組織、道經、齋儀等各方面創立了新道教的基本規模，而且將北朝君主和漢、鲜卑士族加入道教。將道教發揚至社會各階，一度成為北朝的國教。劉宋的廬山道士陸修靜則收羅以往道教典藉，參考當時的制度級佛教修持儀式，改革南朝的天師道。陸修靜對南朝道教的改革主要體現在他的《陸先生道門科略》中。不過它的發展很快被上清派和靈寶派所遮掩。寇謙之與陸修靜的改革使道教的教規、儀範逐漸定型。而後的陶弘景繼續吸收儒佛兩家思想，充實道教內容，構築道教神仙譜系，敘述道教傳授歷史，主張三教合流，對後世道教的發展影響極大。他融合南方葛洪的金丹道教、楊羲的上清經道教及陸修靜的南天師道後，開創了茅山宗。道教在南北朝時期還造作了大量的經書，道教經書的分類方法三洞四輔十二類就是這時形成的。
在北魏尚有祆教（即琐罗亚斯德教），是古代波斯帝國的國教。祆教的思想屬二元論（即光明神與黑暗神），主神被称为「胡天」，主要經典是《阿維斯陀》。祆教主要由西域進來的粟特人所傳播，當時西域各國都信仰祆教，北朝也有部分皇室信仰，北魏靈太后所祀之胡天神就是祆神。

### 藝術

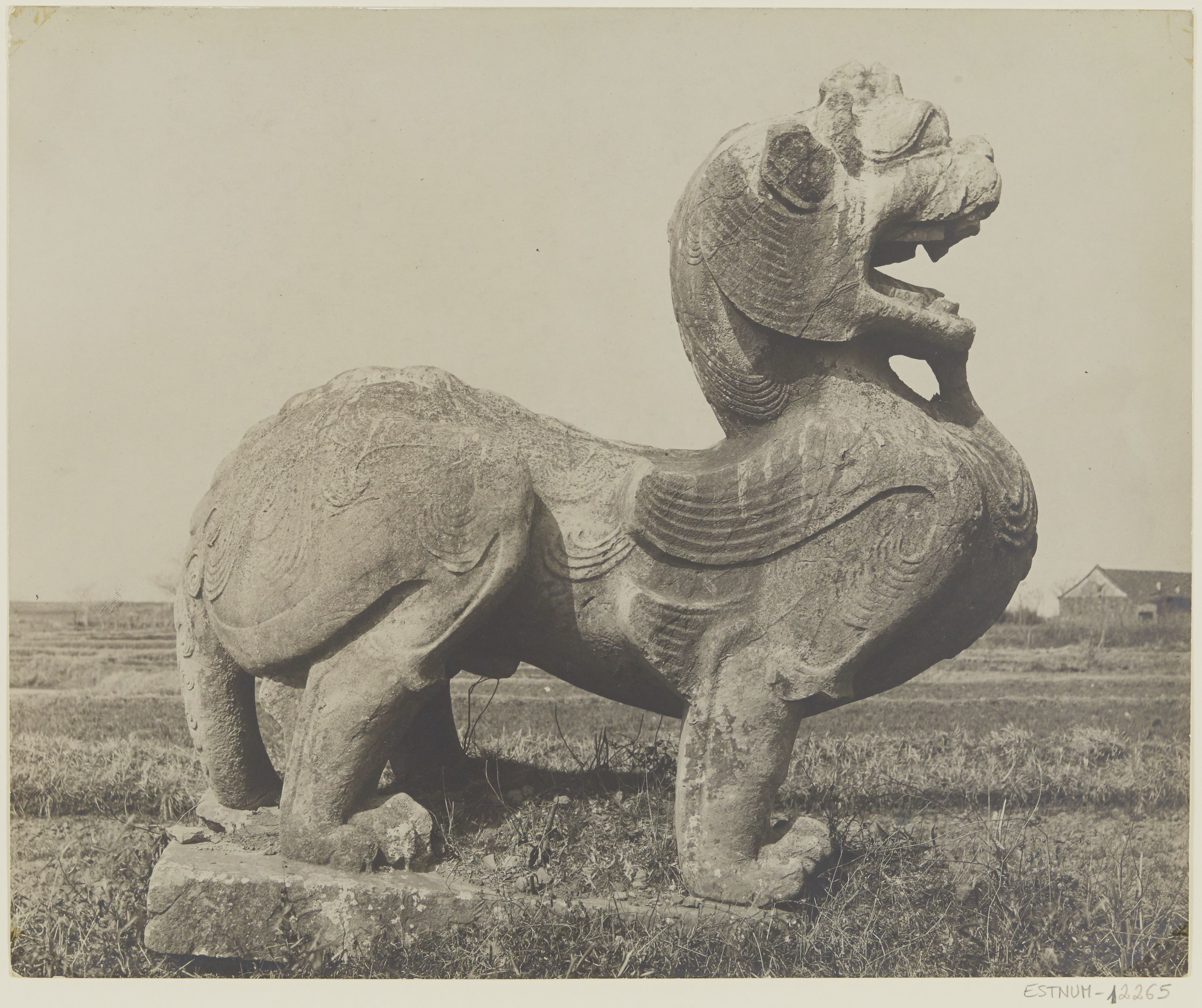
石天禄，南齊武帝景安陵石刻

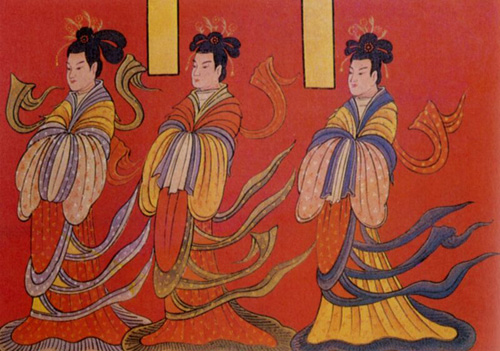
北魏前期，列女古賢圖局部梳十字髻穿雜裾的女子

南北朝時藝術興盛，南朝以绘画為主，北朝以雕塑為主。北朝雕刻的盛行與佛教流行有關。佛寺大量興建，無論是木造、磚築或是石窟建造都有，並且雕刻无数大大小小的佛像。在佛像石窟雕像上，著名的有366年前秦時開鑿的敦煌莫高窟、384年后秦時開鑿麦积山石窟、北魏孝文帝時開鑿的雲岡石窟、龙门石窟、北齐文宣帝時開鑿的天龙山石窟等。石窟藝術最雄偉的是雲岡石窟20窟的座像。佛像容貌豐滿，兩肩寬厚，衣褶線條緊貼身軀而雕，莊嚴中寓有慈祥，表現出佛的胸懷氣度。彩塑最好的是敦煌莫高窟第259窟的造像，含蓄微笑的神態，給人以恬靜的美感。洛陽永寧寺塔基出土的北魏泥塑殘像最為精緻，面目傳神。天龍山石窟還是為北齊佛教文化的代表，以漫山阁及九连洞著称。
綜合印度佛塔及漢朝塔樓為基礎而建立的木塔，為當時重要的建築發展。中國本地的儒道思想亦為藝術提供新主題、新風格。儒家思想多與孝道結合，道家藝術家則偏好自然山水及民間傳說。世俗藝術傳統亦產生變化，尤其展現於繪畫方面。中國山水畫始祖顧愷之為此時期的代表。陶器工藝在中國南方亦有顯著進展，最著名的為「越窯」的綠釉「越瓷」。越窯十分耐用，甚至外銷海外，遠達埃及、菲律賓。六朝也是中國開始出現文人畫家、書法家、重要私人藝術收藏的時期，文學、藝術批評亦有所發展。

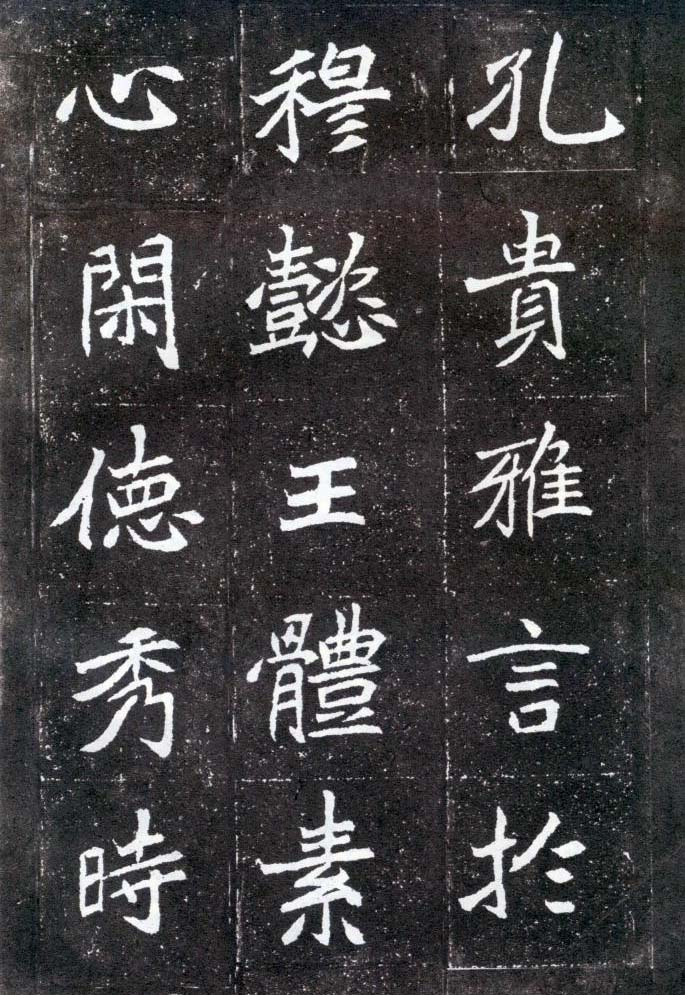
魏碑《元怀墓志》拓片局部

南朝陵墓石刻方面，歷代帝王、貴族陵墓前有神道石柱、石碑、石獸等。石獸又稱避邪，由獅子造型演變而來，有驅邪、求福或升天之含意。其中以南朝齊武帝陵前的天祿（雙角石獸）、齊景帝陵前的麒麟最具代表。風格承襲漢代石獸雕刻，善於利用整塊石材，已洗練的手法表現雄偉的氣勢。

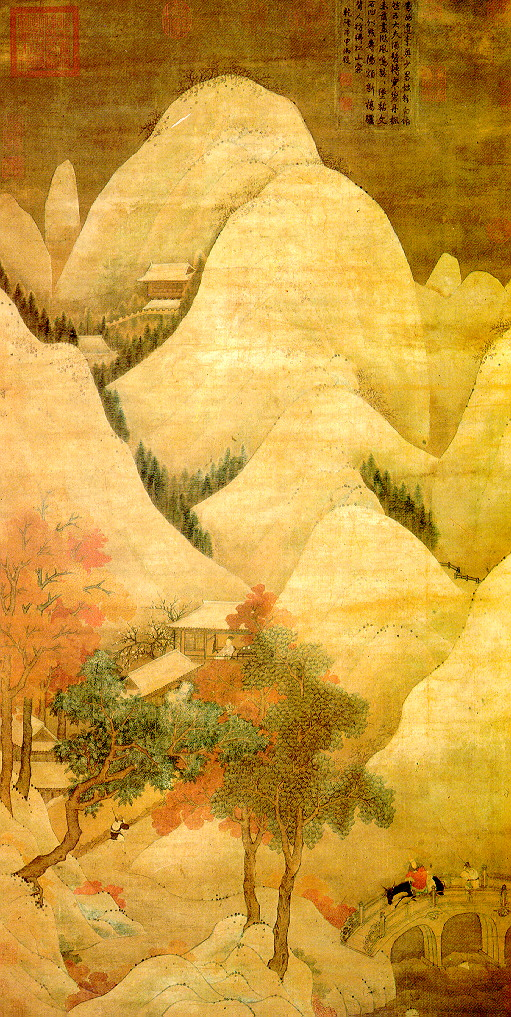
張僧繇《雪山紅樹圖》，所繪山石不勾輪廓的技巧，就是「沒骨山水」的畫法

繪畫方面，中国古代山水画兴起于南北朝。由於玄學流行，老莊的自然觀和江南秀麗的山水結合，使得繪畫脫離儒學的限制，朝向純藝術的方向發展，有名的畫家有劉宋陸探微與南梁張僧繇。張僧繇畫的龍非常神妙，畫龍點睛就是出源於他的畫工。張僧繇一生苦學，「手不釋筆，俾夜作晝，未曾倦怠，數紀之內，無須臾之閒」，繪有《五星二十八宿神形圖》、《雪山紅樹圖》等等名作。由於山水诗的出现，使得长期以来的以表现人物为主的绘画传统转变為山水景色。南朝有不少以人物画著称的画家。例如劉宋宗炳是中國最早的山水畫理論著述。其《畫山水序》最為著名，精闢地理解「山水以形媚道」之外，在自然山水的觀察，歸納出展現物體遠近的繪畫方法。劉宋山水畫家王微，著有《敘畫》一篇，強調觀察自然和主觀能動作用。南梁萧贲可在在团扇畫出「咫尺之内，而瞻万里之遥；方寸之中，乃辨千寻之峻。」，表现出遥远的空间距离感。绘画理论在此時期已經成熟，南齐谢赫撰著研究绘画理论的重典《古画品录》。這本書分為論繪畫六法論與畫品等兩個部分。他所提出繪畫品鑑的六法，已不仅限于人物画，对后世有很大影响。其中「氣韻生動」的理論更被歷代畫評家奉為最高水準。
魏晉南北朝是楷書發展的青年期，其中碑刻是楷書的寶庫。北朝碑刻即所謂的魏碑書法，魄力雄渾，氣象渾穆，體態多變。《龍門二十品》是指在龍門石窟中發現的北魏時期二十方造像記，這些作品被認為是魏碑書法的代表。《张猛龙碑》备受书法家们的推崇。清朝碑刻學家杨守敬评论：「书法潇洒古淡，奇正相生。」，成就遠超過唐人作品。《鄭文公碑》是北魏书法家郑道昭的作品。清朝碑刻學家叶昌炽认为：「其笔力之健，可以刲犀兕，搏龙蛇，而游刃于虚，全以神运」唐朝書法家歐陽詢和虞世南都深受此碑影響。其他還有《石門銘》等眾多的墓誌銘文。南朝有名的碑如《爨龙颜碑》、《瘗鹤铭》等。

### 科技

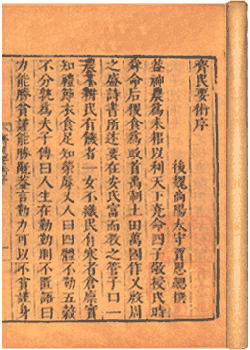
《齊民要術》詳細描述北魏后期的農業技術

在整個魏晉南北朝期間，由於邊疆民族內遷、北方人群的南下，造成文化大交流及混成。由於儒學一統的局面打破以及玄道佛的興起，使得學術研究朝向多元化。各國為了生存或戰爭，多少推行一些改革措施以確保某些地區農業與手工業的發展。這些都使得科學技術大幅提升。
郦道元從小志於地理學研究。由於當時地理著作不夠完備，所以他在各地做官之際進行實地考察，最後以《水经》為藍本，完成《水经注》。《水經註》為陸地水文地理，他以水道為綱，詳細描繪其本身性質與週邊環境，為中國古代地理學做出傑出貢獻。《水經注》不僅講河流，還詳細記載了河流所經的地貌、地質礦物和動植物。《水经注》中记载了许多古生物残骸化石和遗迹化石，渭水上游成纪县（今甘肃庄浪）僵人峡還有人类化石。後世可以從中了解古代的耕作制度、古代植物種類和植被分佈，動物的地區分佈及其活動的季節怙，以及古人如何利用它們取得經濟效益。
贾思勰為北魏農學家，家境較為富裕，他面對當時的天災人禍及連年飢荒，主張重視農業，並以齊民謀生為己任，所以決定寫出一本農書。他所寫的《齊民要術》在中國或世界的農學史上均佔有重要地位。《齊民要術》以當時黃河中下游地區，特別是山東地區為重點。描述當時農業生產概貌，並介紹中國傳統農業細耕和多種經營方法和包括食品加工技術在內的農業科技的高超水準。書中正文分成10卷，92篇，收錄1500年前中國農藝、園藝、造林、蠶桑、畜牧、獸醫、配種、釀造、烹飪、儲備，以及治荒的方法。援引古籍近200種，其中《氾勝之書》、《四民月令》等漢晉重要農書現已失傳，後人可以從此書了解的漢晉時期的農業運作。這是經營莊園的地主和農民所需的知識，也是北朝農業技術發展的重要指標。
祖冲之為劉宋人，家族歷代成員大多熟悉天文歷算，所以祖沖之從小對天算有興趣。他平生著作豐富，天文方面有《上「大明历」表》、《駁議》；數學方面有《缀术》、《九章術義註》、《重差術》。他寫有《安邊論》一文，建議朝廷開墾荒地，發展農業，安定民生，鞏固國防。祖沖之的主要成就在數學、天文曆法和機械製造三個領域，在張衡、劉徽的基礎上，將圓周率數值精準到小數點後七位數字。他是世界上第一個將「歲差」數值記入曆法運算中，他還將置閏規則修整，這是唐代之前最好的方法。祖冲之和他的儿子祖暅共同提出推算球体体积的公式，稱為“祖氏定理”，比西方早一千年以上。在機械方面，製作出指南车、木牛流马、千里船（即腳踏輪船）、水力運轉的水碓磨，以同一原動輪帶動碓和磨作功。
北朝張子信初步發現了日行盈縮的規律。北魏末年，張子信避葛荣兵亂而隱居海島，用圓儀測天三十年。大約在565年前後，他發現關於太陽運動不均勻性、五星運動不均勻性和月亮視差對日食的影響的現象，並且提出計算方法，在中國古代天文學史上具劃時代的意義。經由張子信的學生張孟賓、劉孝孫等人的努力，這三大發現及其計算方法在孟賓歷和孝孫歷576年中大約已被應用。
南朝醫學發達，有名的有南梁的徐之才與姚僧垣。徐之才為醫學世家，他隨梁豫章王蕭綜投奔北魏後獲北魏皇帝重用。他對本草藥物及方劑研究較深，撰有《藥對》及《小兒方》。對婦科也有一定的見解，其《逐月養胎法》實本自先秦時期《青史子》中胎教法而作，對於孕婦之衛生及優生均有重要意義。徐氏一家由南仕北，對於南北地區醫藥之交流，也有積極的意義。姚僧垣，曾多次為梁武帝、梁元帝治病。之後因為戰亂投奔北周，為北周大臣醫治疾病而出名，其治病藥方留存到唐代，成為治療「氣兼水身面腫」的重要藥方。此外，較重要的醫學學者有陶弘景，撰有反映漢末以來醫藥發展的《本草經集注》（今存第一卷）、《名醫別錄》（附入《本草經集注》，已佚）等醫籍。而可使人中毒甚至死亡的寒食散，南北朝的諸王及大臣們也常有服用。

## 君主年表

### 南朝

#### 劉宋
| 庙号              | 谥号                  | 姓名   | 统治时间    | 年号                            |
| ----------------- | --------------------- | ------ | ----------- | ------------------------------- |
| 劉宋420年－479年  |                       |        |             |                                 |
|                   | 孝皇帝 （宋武帝追尊） | 刘翘   |             |                                 |
| 高祖              | 武皇帝                | 刘裕   | 420年—422年 | 永初420年—422年                 |
|                   |                       | 刘义符 | 422年—424年 | 景平423年—424年                 |
| 太祖 （初谥中宗） | 文皇帝 （初谥景皇帝） | 刘义隆 | 424年—453年 | 元嘉424年—453年                 |
|                   |                       | 刘劭   | 453年       | 太初453年                       |
| 世祖              | 孝武皇帝              | 刘骏   | 453年—464年 | 孝建453年—456年 大明457年—464年 |
|                   | 无                    | 刘子业 | 464年—465年 | 永光465年 景和465年             |
| 太宗              | 明皇帝                | 刘彧   | 465年—472年 | 泰始465年—471年 泰豫472年       |
|                   | 无                    | 劉昱   | 472年—477年 | 元徽473年—476年                 |
|                   | 顺皇帝                | 劉準   | 477年—479年 | 昇明477年—479年                 |

#### 南齊
| 庙号                      | 谥号                  | 姓名   | 统治时间    | 年号                      |
| ------------------------- | --------------------- | ------ | ----------- | ------------------------- |
| 南齊479年－502年          |                       |        |             |                           |
|                           | 宣皇帝 （齐高帝追尊） | 萧承之 |             |                           |
| 太祖                      | 高皇帝                | 蕭道成 | 479年—482年 | 建元479年—482年           |
| 世祖                      | 武皇帝                | 蕭賾   | 482年—493年 | 永明482年—493年           |
| 世宗 （齊廢帝萧昭业追尊） | 文皇帝                | 蕭長懋 |             |                           |
|                           | 无                    | 萧昭业 | 493年—494年 | 隆昌494年                 |
|                           | 无 海陵恭王           | 萧昭文 | 494年       | 延兴494年                 |
|                           | 景皇帝 （齐明帝追尊） | 蕭道生 |             |                           |
| 高宗                      | 明皇帝                | 萧鸾   | 494年—498年 | 建武494年—497年 永泰498年 |
|                           | 无 東昏侯             | 蕭寶卷 | 499年—501年 | 永元499年—500年           |
|                           | 和皇帝                | 萧宝融 | 501年—502年 | 中兴501年—502年           |

#### 南梁
| 庙号                | 谥号                  | 姓名   | 统治时间    | 年号 |
| ------------------- | --------------------- | ------ | ----------- | --- |
| 南梁502年－557年    |                       |        |             | |
| 太祖 （梁武帝追尊） | 文皇帝                | 蕭順之 |             | |
| 高祖                | 武皇帝                | 蕭衍   | 502年—549年 | 天监502年—519年 普通520年—526年 大通527年—528年 中大通529年—534年 大同535年—545年 中大同546年 太清547年—549年 |
|                     |                       | 蕭正德 | 549年       | 正平549年 |
| 太宗 （初谥高宗）   | 简文皇帝 （初谥明帝） | 蕭綱   | 550年—551年 | 大宝550年—551年                                                                                               |
| 高宗                | 昭明皇帝 （萧栋追尊） | 萧统   |             | |
|                     | 安皇帝 （萧栋追尊）   | 蕭歡   |             | |
|                     |                       | 萧栋   | 551年       | 天正551年 |
| 世祖                | 元皇帝                | 萧绎   | 552年—554年 | 承圣552年—554年                                                                                               |
|                     |                       | 蕭紀   | 552年       | 天正552年 |
|                     | 闵皇帝 （萧莊追尊）   | 萧渊明 | 555年       | 天成555年 |
|                     | 敬皇帝 （陈霸先追尊） | 萧方智 | 555年—557年 | 绍泰555年—556年 太平556年—557年                                                                               |
|                     |                       | 蕭莊   | 558年—560年 | 天啟558年—560年                                                                                               |

#### 南陳
| 庙号                | 谥号                      | 姓名   | 统治时间    | 年号                            |
| ------------------- | ------------------------- | ------ | ----------- | ------------------------------- |
| 南陳557年－589年    |                           |        |             |                                 |
| 太祖 （陳武帝追尊） | 景皇帝                    | 陈文赞 |             |                                 |
|                     | 始興昭烈王 （陳武帝追尊） | 陈道谭 |             |                                 |
| 高祖                | 武皇帝                    | 陈霸先 | 557年—559年 | 永定557年—559年                 |
| 世祖                | 文皇帝                    | 陳蒨   | 559年—566年 | 天嘉560年—566年 天康566年—566年 |
|                     | 无                        | 陳伯宗 | 566年—568年 | 光大567年—568年                 |
| 高宗                | 宣皇帝                    | 陳頊   | 568年—582年 | 太建569年—582年                 |
|                     | 長城煬公                  | 陳叔寶 | 582年—589年 | 至德583年—587年 禎明587年—589年 |

#### 西梁、侯漢
| 庙号             | 谥号                | 姓名 | 统治时间    | 年号            |
| ---------------- | ------------------- | ---- | ----------- | --------------- |
| 西梁555年－587年 |                     |      |             |                 |
| 中宗             | 宣皇帝              | 蕭詧 | 555年—562年 | 大定555年—562年 |
| 世宗             | 孝明皇帝            | 蕭巋 | 562年—585年 | 天保562年—585年 |
|                  | 无                  | 蕭琮 | 585年—587年 | 廣運586年—587年 |
| 庙号             | 谥号                | 姓名 | 统治时间    | 年号            |
| 侯漢551年－552年 |                     |      |             |                 |
|                  | 元皇帝 （侯景追尊） | 侯標 |             |                 |
|                  |                     | 侯景 | 551年—552年 | 太始551年—552年 |

### 北朝

#### 北魏
| 庙号                | 谥号                                              | 姓名   | 统治时间    | 年号                                                                                                |
| ------------------- | ------------------------------------------------- | ------ | ----------- | --------------------------------------------------------------------------------------------------- |
| 北魏386年－534年    |                                                   |        |             | |
|                     | 献明皇帝 （道武帝追崇）                           | 拓跋寔 |             | |
| 太祖 （初谥烈祖）   | 道武皇帝 （初谥宣武帝）                           | 拓跋珪 | 386年—409年 | 登国386年—396年 皇始396年—398年 天兴398年—404年 天赐404年—409年                                     |
| 太宗                | 明元皇帝                                          | 拓跋嗣 | 409年—423年 | 永兴409年—413年 神瑞414年—416年 泰常416年—423年                                                     |
| 世祖                | 太武皇帝                                          | 拓跋焘 | 423年—452年 | 始光423年—428年 神麚428年—431年 延和432年—434年 太延435年—440年 太平真君440年—451年 正平451年—452年 |
|                     | 南安隱王                                          | 拓跋余 | 452年       | 承平或永平452年                                                                                     |
| 恭宗 （文成帝追崇） | 景穆皇帝                                          | 拓跋晃 |             | |
| 高宗                | 文成皇帝                                          | 拓跋濬 | 452年—465年 | 兴安452年—454年 兴光454年—455年 太安455年—459年 和平460年—465年                                     |
| 显祖                | 献文皇帝                                          | 拓跋弘 | 465年—471年 | 天安465年—467年 皇兴467年—471年                                                                     |
| 高祖                | 孝文皇帝                                          | 元宏   | 471年—499年 | 延兴471年—476年 承明476年 太和477年—499年                                                           |
| 世宗                | 宣武皇帝                                          | 元恪   | 499年—515年 | 景明499年—503年 正始504年—508年 永平508年—512年 延昌512年—515年                                     |
| 肃宗                | 孝明皇帝                                          | 元诩   | 515年—528年 | 熙平515年—518年 神龟518年—520年 正光520年—525年 孝昌525年—527年 武泰528年                           |
|                     |                                                   | 元氏   | 528年       | 武泰528年                                                                                           |
|                     | 幼主（史稱）                                      | 元钊   | 528年       | 武泰528年                                                                                           |
| 肃祖 （孝莊帝追崇） | 文穆皇帝 （孝莊帝追崇）                           | 元勰   |             | |
|                     | 孝宣皇帝 （孝莊帝追崇）                           | 元劭   |             | |
| 敬宗                | 孝莊皇帝 （初谥武怀帝）                           | 元子攸 | 528年—530年 | 建义528年 永安528年－530年                                                                          |
|                     | 长广王                                            | 元晔   | 530年—531年 | 建明530年－531年                                                                                    |
|                     | 先皇帝 （节闵帝追崇）                             | 元羽   |             | |
|                     | 节闵皇帝                                          | 元恭   | 531年—532年 | 普泰531年－532年                                                                                    |
|                     | 安定王                                            | 元朗   | 531年—532年 | 中兴531年－532年                                                                                    |
|                     | 武穆皇帝 （孝武帝追崇）                           | 元怀   |             | |
|                     | 孝武皇帝 （西魏文帝追崇） 出帝 （東魏孝静帝追崇） | 元修   | 532年—534年 | 太昌532年 永兴532年 永熙532年－534年                                                                |

#### 東魏與西魏
| 庙号             | 谥号                  | 姓名   | 统治时间     | 年号                                                            |
| ---------------- | --------------------- | ------ | ------------ | --------------------------------------------------------------- |
| 東魏534年－550年 |                       |        |              |                                                                 |
|                  | 孝静皇帝              | 元善见 | 534年—550年  | 天平534年—537年 元象538年—539年 兴和539年—542年 武定543年—550年 |
| 西魏535年－556年 |                       |        |              |                                                                 |
|                  | 文景皇帝 （文帝追崇） | 元愉   |              |                                                                 |
|                  | 文皇帝                | 元宝炬 | 535年－551年 | 大统535年－551年                                                |
|                  | 廢帝（史稱）          | 元钦   | 551年－554年 | 551年－554年                                                    |
|                  | 恭皇帝                | 拓跋廓 | 554年－556年 | 554年－556年                                                    |

#### 北齊
| 庙号                             | 谥号                      | 姓名   | 统治时间    | 年号                                        |
| -------------------------------- | ------------------------- | ------ | ----------- | ------------------------------------------- |
| 北齊550年－577年                 |                           |        |             |                                             |
|                                  | 文穆皇帝 （文宣帝追崇）   | 高樹生 |             |                                             |
| 高祖 （初谥太祖）                | 神武皇帝 （初谥献武帝）   | 高欢   |             |                                             |
| 世宗 （文宣帝追崇）              | 文襄皇帝 （文宣帝追崇）   | 高澄   |             |                                             |
| 显祖 （初谥高祖） （曾改谥威宗） | 文宣皇帝 （曾改谥景烈帝） | 高洋   | 550年—559年 | 天保550年－559年                            |
|                                  | 廢帝 济南闵悼王           | 高殷   | 559年—561年 | 明559年－560年                              |
| 肅宗                             | 孝昭皇帝                  | 高演   | 560年—561年 | 皇建560年－561年                            |
| 世祖                             | 武成皇帝                  | 高湛   | 561年—568年 | 大宁561年－562年 河清562年－565年           |
|                                  | 後主（史稱）              | 高纬   | 565年—577年 | 天统565年－569年 武平570年－576年 隆化577年 |
|                                  | 楚恭哀帝 （後主高緯追崇） | 高儼   |             |                                             |
|                                  | 安德王                    | 高延宗 |             | 德昌576年                                   |
|                                  | 幼主                      | 高恒   | 577年       | 承光577年                                   |
|                                  | 任城王                    | 高湝   | 577年       | 承光577年                                   |
|                                  | 范陽王                    | 高绍义 |             | 武平578年-580年                             |

#### 北周
| 庙号                | 谥号                  | 姓名   | 统治时间     | 年号                                                         |
| ------------------- | --------------------- | ------ | ------------ | ------------------------------------------------------------ |
| 北周557年－581年    |                       |        |              |                                                              |
|                     | 德皇帝 （孝闵帝追崇） | 宇文肱 |              |                                                              |
| 太祖 （孝闵帝追崇） | 文皇帝 （初谥文王）   | 宇文泰 |              |                                                              |
|                     | 孝闵皇帝              | 宇文觉 | 557年－558年 |                                                              |
| 世宗                | 明皇帝                | 宇文毓 | 558年－560年 | 武成559年－560年                                             |
| 高祖                | 武皇帝                | 宇文邕 | 560年－578年 | 保定560年－565年 天和566年－572年 建德572年－578年 宣政578年 |
|                     | 宣皇帝                | 宇文赟 | 578年－579年 | 大成578年－579年                                             |
|                     | 静皇帝                | 宇文闡 | 579年－581年 | 大象579年－580年 大定581年                                   |

## 外部連結
- 宋書
- 南齊書
- 梁書
- 陳書
- 魏書
- 北齊書
- 周書
- 南史
- 北史

| 中国朝代和政权 | 中国朝代和政权 | 中国朝代和政权 |
| -------------- | -------------- | -------------- |

| 前朝： 十六国 晋 · 东晋 | 南北朝 420年7月10日－589年1月22日 北朝 (北魏统一北方)：魏 -> 东魏/西魏 -> 齐/周 439年9月 - 581年3月 南朝 (继承自东晋)：宋 -> 齐 -> 梁 -> 陈 420年7月 - 589年1月 | 后朝： 隋 继承北周，统一全国 |